# Episodi di C'era una volta (prima stagione)
La prima stagione della serie televisiva C'era una volta, composta da 22 episodi, è stata trasmessa negli Stati Uniti per la prima volta dall'emittente ABC dal 23 ottobre 2011 al 13 maggio 2012.
In Italia la stagione è andata in onda in prima visione sul canale satellitare Fox dal 25 dicembre 2011; dopo l'anteprima dell'episodio pilota, la stagione è stata trasmessa dal 17 gennaio al 19 giugno 2012. In chiaro, la stagione va in onda dal 12 settembre 2012 su Rai 2, con il titolo originale Once Upon a Time, per poi essere spostata, a causa di ascolti relativamente bassi, dal 1º novembre 2012 su Rai 4. 
L'antagonista principale della stagione è Regina Mills, la Regina Cattiva.
| nº | Titolo originale             | Titolo italiano                  | Prima TV USA     | Prima TV Italia  |
| -- | ---------------------------- | -------------------------------- | ---------------- | ---------------- |
| 1  | Pilot                        | Mai più un lieto fine            | 23 ottobre 2011  | 25 dicembre 2011 |
| 2  | The Thing You Love the Most  | La cosa che più ami              | 30 ottobre 2011  | 17 gennaio 2012  |
| 3  | Snow Falls                   | La cosa giusta da fare           | 6 novembre 2011  | 24 gennaio 2012  |
| 4  | The Price of Gold            | Il prezzo della magia            | 13 novembre 2011 | 31 gennaio 2012  |
| 5  | That Still Small Voice       | La voce della coscienza          | 27 novembre 2011 | 7 febbraio 2012  |
| 6  | The Shepherd                 | Il pastore                       | 4 dicembre 2011  | 14 febbraio 2012 |
| 7  | The Heart Is a Lonely Hunter | Il cacciatore                    | 11 dicembre 2011 | 21 febbraio 2012 |
| 8  | Desperate Souls              | Anime disperate                  | 8 gennaio 2012   | 28 febbraio 2012 |
| 9  | True North                   | La bussola                       | 15 gennaio 2012  | 6 marzo 2012     |
| 10 | 7:15 A.M.                    | 07:15 del mattino                | 22 gennaio 2012  | 13 marzo 2012    |
| 11 | Fruit of the Poisonous Tree  | Il frutto dell'albero avvelenato | 29 gennaio 2012  | 20 marzo 2012    |
| 12 | Skin Deep                    | Belle                            | 12 febbraio 2012 | 27 marzo 2012    |
| 13 | What Happened to Frederick   | Che cosa è successo a Frederick? | 19 febbraio 2012 | 3 aprile 2012    |
| 14 | Dreamy                       | Sognolo                          | 4 marzo 2012     | 10 aprile 2012   |
| 15 | Red-Handed                   | Mani rosso sangue                | 11 marzo 2012    | 17 aprile 2012   |
| 16 | Heart of Darkness            | Cuore di tenebra                 | 18 marzo 2012    | 24 aprile 2012   |
| 17 | Hat Trick                    | Il trucco del cappello           | 25 marzo 2012    | 8 maggio 2012    |
| 18 | The Stable Boy               | Lo stalliere                     | 1º aprile 2012   | 15 maggio 2012   |
| 19 | The Return                   | Il ritorno                       | 22 aprile 2012   | 22 maggio 2012   |
| 20 | The Stranger                 | Lo sconosciuto                   | 29 aprile 2012   | 29 maggio 2012   |
| 21 | An Apple Red as Blood        | Una mela rosso sangue            | 6 maggio 2012    | 12 giugno 2012   |
| 22 | A Land Without Magic         | Un mondo senza magia             | 13 maggio 2012   | 19 giugno 2012   |

## Mai più un lieto fine
- Titolo originale: Pilot
- Diretto da: Mark Mylod
- Scritto da: Edward Kitsis, Adam Horowitz
- Antefatti riguardanti: Biancaneve, il Principe Azzurro e la Regina Cattiva

### Trama
Foresta Incantata, passato. Il Principe Azzurro salva la sua amata Biancaneve dall’Incantesimo del Sonno scagliato dalla perfida Regina, nota come la "Regina Cattiva", con il Bacio del Vero Amore. Durante il loro matrimonio, irrompe Regina, che lancia un avvertimento ai presenti: presto lancerà il Sortilegio Oscuro per privare tutti gli abitanti della Foresta Incantata del loro lieto fine e avere finalmente la sua vendetta. Preoccupati dalle minacce della strega, Biancaneve e il Principe Azzurro decidono di consultare Tremotino, il temuto Signore Oscuro, di recente catturato e rinchiuso nella grotta dei Sette nani adibita a prigione magica. Tremotino spiega alla coppia che il Sortilegio Oscuro spedirà i suoi abitanti in un posto orribile, un luogo senza magia, privandoli del loro lieto fine e delle loro memorie, ma svela anche una profezia sulla bambina che aspettano: lei, che è il frutto del Vero Amore, sarà la "Salvatrice", colei che è destinata a restituire a tutti il lieto fine e a spezzare il Sortilegio ai suoi 28 anni. In cambio dell’aiuto dato, Tremotino pretende di sapere il nome della bambina che Biancaneve porta in grembo: Emma. Più tardi, riunitisi con gli altri personaggi della Foresta Incantata per discutere sul da farsi, Biancaneve e il Principe Azzurro vengono informati dalla Fata Turchina che c’è una speranza per loro: un albero magico che ha la possibilità di trarre in salvo una persona dal maleficio. Geppetto e il figlioletto Pinocchio si mettono all’opera per costruire una teca con il legno dell’albero, così Biancaneve potrà salvarsi e crescere la bambina seppur lontana dal Principe Azzurro. I piani cambiano quando a Biancaneve si rompono le acque proprio nel giorno dell’arrivo del Sortilegio. Nonostante i dubbi Biancaneve e il Principe prendono la dolorosa decisione di lasciare comunque l’appena nata Emma sola nella teca magica, in modo da proteggerla dal Sortilegio con la speranza che lei torni a salvarli. Il Principe Azzurro riesce a metterla al sicuro nella teca, poco prima di venire colpito a morte dagli sgherri di Regina. La Regina Cattiva festeggia della sua vittoria davanti Biancaneve, la quale l’avverte che lei alla fine perderà perché Emma li salverà tutti. Un istante dopo, il Sortilegio Oscuro invia tutti i personaggi della Foresta Incantata in un luogo sconosciuto: il Mondo Reale.
Boston, presente. Emma Swan è una solitaria cacciatrice di taglie, che è stata abbandonata alla nascita e ha vissuto senza una famiglia per tutta la vita. Il giorno del suo 28º compleanno, Emma riceve la visita di un ragazzino di nome Henry Mills, che afferma di essere suo figlio che lei ha dato in adozione 10 anni prima. Henry vuole che Emma lo accompagni nella città in cui vive, Storybrooke, nel Maine, che a detta del bambino è abitata dai personaggi delle favole incoscienti della loro vera identità e bloccati nel tempo a causa della maledizione della Regina Cattiva, avendo come prova un libro che narra le vicende degli abitanti della Foresta Incantata: C'era una volta. Henry inoltre afferma che Emma è figlia di Biancaneve e del Principe Azzurro, i quali pur non volendo, sono stati costretti ad abbandonarla per salvarla dal Sortilegio e ora il suo compito è spezzare la maledizione. Emma, titubante e non credendo alle parole del bambino, decide di riaccompagnarlo a casa e insieme raggiungono Storybrooke, dove la donna conosce la madre adottiva di Henry, il sindaco Regina Mills (alias la Regina Cattiva), che il bambino detesta per ciò che ha fatto. Regina offre ad Emma da bere e la ringrazia per aver portato Henry a casa, ma le chiarisce che Henry è suo figlio e lei non deve intromettersi. Sulla via del ritorno, nei pressi del confine di Storybrooke, Emma finisce fuori strada a causa di un lupo che appare improvvisamente sulla strada. Emma si risveglia il mattino dopo nella cella dello sceriffo Graham, accusata di guida in stato di ebbrezza, e poco dopo arriva anche Regina, preoccupata dall’ennesima sparizione di Henry. grazie alle sue competenze di cacciatrice di taglie, Emma scopre che Henry è riuscito a trovarla a Boston servendosi di un sito internet pagato con la carta di credito di una certa Mary Margaret Blanchard (Biancaneve), la sua insegnante di scuola. Emma e Regina chiedono spiegazioni a Mary Margaret, ignara di tutto, e le chiedono se ha idea di dove possa trovarsi Henry. Emma lo ritrova poi al suo "castello" (la struttura di uno scivolo in un parchetto abbandonato). I due hanno modo di parlare, e Henry le dice di non avercela con lei per averlo dato via, perché sa che lo ha fatto per concedergli un’occasione migliore, proprio come hanno fatti i genitori di lei. Nonostante continui a non credere alle parole di Henry sulla maledizione e sul fatto che lei sia la Salvatrice che restituirà a tutti il proprio lieto fine, Emma decide di rimanere a Storybrooke qualche giorno per assicurarsi che Henry stia bene e sia trattato bene da Regina, specialmente dopo che lei l'ha minacciata per farla stare lontana dal bambino. Emma prende quindi una stanza nel Bed & Breakfast di Granny (la nonna di Cappuccetto) e Ruby Lucas (Cappuccetto Rosso), e ha un primo incontro con il signor Gold (Tremotino), il padrone della città. Nel momento in cui Emma tocca le chiavi della camera, l’orologio di Storybrooke, fermo da 28 anni sulle 8:15, ricomincia a funzionare.
- Guest star: Tony Amendola (Marco/Geppetto), Lee Arenberg (Leroy/Brontolo), Peter Bryant (carceriere), Warren Christie (Ryan), Beverley Elliott (Vedova "Granny" Lucas/Nonna), Meghan Ory (Ruby Lucas/Cappuccetto Rosso), Keegan Connor Tracy (Fata Turchina).
- Ascolti USA: telespettatori 12 930 000 – share 18-49 anni 10%[3]
- Ascolti Italia: telespettatori 317 180[4]

## La cosa che più ami
- Titolo originale: The Thing You Love the Most
- Diretto da: Greg Beeman
- Scritto da: Edward Kitsis, Adam Horowitz
- Antefatti riguardanti: la Regina Cattiva

### Trama
Foresta Incantata, passato. Subito dopo aver interrotto il matrimonio di Biancaneve e il Principe, Regina ritorna alla sua fortezza, dove comunica allo Specchio Magico e al fedele padre Henry, la sua decisione di scagliare il Sortilegio Oscuro per distruggere la felicità del regno. Regina va dunque alla Montagna Proibita, regno dell’amica Malefica, con la quale aveva scambiato in precedenza il Sortilegio Oscuro con l’Incantesimo del Sonno destinato a Biancaneve. Malefica è restia nel cederle la maledizione, così le due finiscono per scontrarsi, Regina ha la meglio e si impossessa della formula del Sortilegio, nonostante Malefica le dica che, per scagliarlo, dovrà pagare un prezzo molto alto. Regina prova a scagliare il maleficio una prima volta, senza successo, così va a chiedere spiegazioni Tremotino, il proprietario originale del maleficio. Il Signore Oscuro le ricorda che per scagliare con successo il Sortilegio deve sacrificare il cuore della persona più amata, mentre lei in precedenza aveva usato il cuore del suo cavallo preferito. Come ricompensa per le informazioni, Tremotino vuole la garanzia di una vita agiata e privilegiata nel nuovo mondo. Regina torna al suo castello e decide comunque di scagliare il Sortilegio, nonostante questo voglia dire uccidere suo padre Henry, l'unica persona che lei ama e che ancora le voglia bene. Stavolta il Sortilegio Oscuro funziona, e mentre la nube del maleficio si appresta a inghiottire la Foresta Incantata, Regina depone una rosa nera sulla lapide del caro padre.
Storybrooke, presente. Con l’arrivo di Emma in città, i ritmi cominciano a cambiare e il tempo riprende a scorrere in maniera normale. Infastidita dalla presenza della donna, che rischia di rovinare ciò che lei ha costruito sacrificando tutto, Regina la invita gentilmente a lasciare Storybrooke, ma poi, resasi conto che Emma non cambierà idea facilmente, costringe Archie Hopper (il Grillo Parlante), terapeuta di Henry, prima a consegnare ad Emma la cartella del bambino e poi a denunciarla per averla rubata. Mary Margaret, fidandosi di Emma e sentendo verso di lei uno strano legame, paga la cauzione, e libera Emma, la quale si vendica su Regina tagliando i rami del suo prezioso melo. In seguito, Emma e Regina si confrontano nell’ufficio del sindaco, e Regina fa sì che Henry origli le preoccupazioni di Emma circa le contorte fantasie del ragazzino, che ne rimane deluso e triste. Dopo un momento di sconforto, Emma si confida con Mary Margaret e si convince a restare a Storybrooke per il bene di Henry, così, per dimostrargli di credere a ciò che dice sulla maledizione, brucia le pagine del libro di favole che raccontano della missione della Salvatrice, in modo che Regina non possa mai trovarle. Emma e Henry si riappacificano e programmano insieme “l’Operazione Cobra” per sventare i piani della Regina Cattiva e spezzare il Sortilegio Oscuro. Alla sera, il signor Gold passa a trovare Regina, la quale gli domanda perché tra tanti bambini le abbia procurato proprio il figlio di Emma, visto che fu Gold a portarle Henry, ma lui rimane evasivo. Inoltre, dalle sue parole enigmatiche, si intuisce che Gold sembra essere consapevole della propria vita passata da Tremotino. 
- Guest star: Kristin Bauer van Straten (Malefica), Giancarlo Esposito (Sidney Glass/Specchio Magico), Tony Perez (principe Henry), Beverley Elliott (Vedova "Granny" Lucas/Nonna), Meghan Ory (Ruby Lucas/Cappuccetto Rosso).
- Ascolti USA: telespettatori 11 740 000[5]
- Ascolti Italia: telespettatori 430 281[6]

## La cosa giusta da fare
- Titolo originale: Snow Falls
- Diretto da: Dean White
- Scritto da: Liz Tigelaar
- Antefatti riguardanti: Biancaneve e il Principe Azzurro

### Trama
Foresta Incantata, passato. Mentre attraversa i boschi per tornare a casa la carrozza con a bordo il Principe Azzurro, di nome James, e la sua promessa sposa, la Principessa Abigail, cade in un’imboscata ad opera di un ladro che ruba i gioielli reali di James. Questi tenta di acciuffarlo, e scopre che si tratta di Biancaneve, ora diventata una latitante su cui pende un ordine di cattura emesso da Regina. Biancaneve tramortisce James e riesce a scappare con il bottino, anche se, successivamente, viene da questi catturata con una trappola. James costringe Biancaneve a collaborare con lui per recuperare i gioielli, venduti dalla ragazza ad un gruppo di Troll, minacciandola altrimenti di consegnarla alla Regina. Lungo il sentiero, James chiede a Biancaneve cosa abbia fatto di così grave da portare la Regina ad odiarla così, e lei risponde di essere accusata di "averle rovinato la vita". Biancaneve ritenta la fuga e viene circondata dai cavalieri di Regina che stanno per ucciderla, ma James accorre a salvare la ragazza. I due proseguono poi il cammino, e giunti sul Ponte dei Troll, vengono aggrediti dai mostri, che riconoscono Biancaneve per la sua vera identità e decidono di consegnarla alla Regina Cattiva per ottenere la ricompensa. Biancaneve riesce a fuggire, ma James rimane indietro e viene salvato in extremis dalla stessa Biancaneve con la Polvere di Fata Nera, una polvere magica che tramuta i nemici in insetti e che lei stava tenendo da parte per sconfiggere Regina. Recuperata finalmente la refurtiva, per Biancaneve e James è il momento di salutarsi, ma prima, per curiosità, Biancaneve prova l'anello della madre di James, poi i due si dividono ma mentre si allontanano ognuno per la propria strada, entrambi sentono che qualcosa dentro di loro si è acceso.
Storybrooke, presente. Reduce da un appuntamento fallimentare con il dottor Whale, Mary Margaret incappa in Emma accampata nel suo maggiolino giallo, dopo che Regina ha costretto Granny a sfrattarla dal B&B. Mary Margaret le offre ospitalità nel suo loft, ma Emma declina l'offerta. Il giorno seguente, Mary Margaret porta i suoi alunni in ospedale per portare un po' di allegria tra i malati; Henry si sofferma accanto a John Doe, uno sconosciuto in coma trovato anni prima da Regina. Lo sconosciuto è il Principe James, rimasto in coma perché investito dal sortilegio dopo essere stato ferito gravemente dalle guardie della Regina Cattiva, Henry presume giustamente che il Sortilegio non ha avuto un totale effetto su di lui. Emma convince Mary Margaret a compiacere il volere di Henry che vuole che la maestra legga allo sconosciuto il passo di C’era una volta in cui Biancaneve e James si conoscono, infatti secondo il ragazzo questo aiuterà John Doe a risvegliarsi. Con grande stupore di Mary Margaret, John Doe reagisce al racconto afferrando la mano della donna, la quale avverte subito il dottor Whale. Il medico le dice che non c’è nulla di sospetto tra i parametri del paziente e che probabilmente è stato solo un movimento involontario, e la manda a casa. Subito dopo però Whale contatta Regina per informarla che, in realtà, John Doe sta migliorando e potrebbe risvegliarsi da un momento all’altro. L’indomani mattina, l'uomo è sparito dall’ospedale, ed Emma, Mary Margaret, Graham ed Henry si mettono alla ricerca, ritrovandolo in stato di incoscienza al Toll Bridge (il corrispettivo del Ponte dei Troll), confermando la teoria di Henry che l’uomo stesse ritornando nel posto dove ha conosciuto la sua anima gemella, ossia Biancaneve/Mary Margaret. L'ormai cosciente John manifesta dei problemi di memoria e viene riportato all’ospedale, dove arriva una donna, Kathryn Nolan (la Principessa Abigail), che afferma di essere sua moglie e che il suo vero nome è David. Mary Margaret resta rattristita dalla scoperta che l’uomo sia sposato, e anche David sembra confuso, infatti i due sentono un insolito legame tra loro. Tornata a casa Mary Margaret accoglie Emma, che ha cambiato idea e accetta di diventare la sua coinquilina, e che inoltre sospetta che dietro l’apparizione di Kathryn ci sia lo zampino di Regina.
- Nota: In questo episodio è assente Robert Carlyle.
- Guest star: David Anders (Dr. Whale), Lee Arenberg (Leroy/Brontolo), Anastasia Griffith (Kathryn Nolan/principessa Abigail), Meghan Ory (Ruby Lucas/Cappuccetto Rosso).
- Ascolti USA: telespettatori 11 450 000 – share 18-49 anni 9%[7]
- Ascolti Italia: telespettatori 461 727[8]

## Il prezzo della magia
- Titolo originale: The Price of Gold
- Diretto da: David Solomon
- Scritto da: David H. Goodman
- Antefatti riguardanti: Cenerentola e Tremotino

### Trama
Foresta Incantata, passato. Ella è una giovane fanciulla ridotta a serva dalla malvagia matrigna e dalle odiose sorellastre, le quali le hanno affibbiato il soprannome di "Cenerentola". La sera del ballo alla corte del Principe Thomas, Cenerentola è costretta a rimanere a casa, quando le appare la sua Fata Madrina, che sta per esaudirle il desiderio di poter andare alla festa, ma viene d’un tratto uccisa da Tremotino, che si impadronisce della sua bacchetta. Cenerentola prega il Signore Oscuro di permetterle di andare al ballo per darle la possibilità di cambiare vita. Tremotino la avvisa che "La magia ha sempre un prezzo", ma Ella si dice disposta a pagarlo, così i due stipulano un accordo: lui la accontenta con un bellissimo vestito, le scarpette di cristallo, la carrozza e la possibilità di partecipare al ballo, e lei in futuro dovrà consegnargli qualcosa di prezioso che ancora non ha. Tempo dopo Cenerentola ha sposato il principe Thomas ed è felice, ma si presenta Tremotino a riscuotere il prezzo del suo aiuto: vuole da Ella il bambino che porta in grembo. Cenerentola è disperata e rivela tutto a Thomas, i due con l’aiuto di Biancaneve e James, tendono un tranello al Signore Oscuro, paralizzandolo con l’inchiostro di Kraken e imprigionandolo. Purtroppo però Thomas scompare nel nulla e Tremotino li avvisa che solo dopo aver onorato l’accordo e consegnato il bambino Cenerentola potrà riabbracciarlo.
Storybrooke, presente. Graham propone ad Emma l’incarico di vicesceriffo, ma lei rifiuta perché non vuole stabilirsi a Storybrooke. Dopo una pungente chiacchierata con Regina, incontra Ashley (Cenerentola), una ragazza di 19 anni in attesa di un bambino. Rivedendo in Ashley sé stessa quando era incinta di Henry, Emma la sprona a non mollare e a combattere per ciò che vuole. Ashley, allora, si intrufola di notte nel negozio di antiquariato del signor Gold, stordendolo e rubandogli il contratto secondo cui deve rinunciare al figlio. Gold si rivolge dunque ad Emma, e la ingaggia per ritrovare Ashley, omettendo però che la cosa che vuole da lei è il suo bambino. Grazie a Ruby, Emma rintraccia il padre del figlio di Ashley, Sean (il Principe Thomas), che a causa delle pressioni del padre non vuole avere niente a che fare con lei, e viene a conoscenza del patto tra Ashley e Gold. Emma capisce che Ashley è intenzionata a scappare da Storybrooke e da Gold per poter crescere il suo bambino, ed Henry è preoccupato perché il Sortilegio impedisce agli abitanti della Foresta Incantata di abbandonare Storybrooke. Infatti, poco prima di varcare il confine della città, Ashley entra in travaglio, Emma e Henry la trovano e la portano in ospedale. Gold arriva per riscuotere il suo accordo, ma Emma gliene propone uno nuovo: l'uomo lascerà in pace Ashley e il suo bambino e in cambio lei gli dovrà un favore in futuro. Ashley partorisce una bambina che chiama Alexandra e, dopo aver ringraziato Emma, si ricongiunge con Sean, che finalmente è riuscito a ribellarsi al padre. Toccata profondamente dalla vicenda di Ashley e capendo di starsi affezionando a Henry, Emma telefona Graham e accetta il lavoro di vice. Nel frattempo, si scopre che Regina e Graham intrattengono una relazione segreta. 
- Guest star: Lee Arenberg (Leroy/Brontolo), Tim Phillipps (Sean Herman/principe Thomas), Jessy Schram (Ashley Boyd/Cenerentola), Meghan Ory (Ruby Lucas/Cappuccetto Rosso), Ted Whittall (Mitchell Herman/Re).
- Ascolti USA: telespettatori 11 360 000 – share 18-49 anni 9%[9]
- Ascolti Italia: telespettatori 389 582[10]

## La voce della coscienza
- Titolo originale: That Still Small Voice
- Diretto da: Paul Edwards
- Scritto da: Jane Espenson
- Antefatti riguardanti: il Grillo Parlante

### Trama
Foresta Incantata, passato. Il piccolo Jiminy è figlio di una coppia di burattinai ladri e ciarlatani, Martin e Myrna, che fin da piccolino lo hanno addestrato nell’arte del furto. A Jiminy, però, questo vita a ingannare il prossimo non piace, e cerca spesso di riportare i genitori sulla retta via senza successo, così inizia a desiderare di avere la forza per abbandonarli. Un giorno, dopo aver svolto una commissione per Tremotino, gli chiede un modo per liberarsi dai suoi genitori, e il Signore Oscuro gli dona una pozione da usare su di loro, dicendogli che dopo che la pozione farà effetto verrà lui stesso a prendere i suoi genitori, questo è il prezzo della magia. Una sera, Jiminy e i suoi imbrogliano una felice e onesta coppia, a cui fanno credere che sia in arrivo una tremenda pestilenza, e che il solo modo di salvarsi sia un infuso in loro possesso, naturalmente fasullo. La coppia è disposta a dare loro tutto in cambio dell'antidoto, così Martin e Myrna gli svuotano la casa lasciandoli senza nulla se non il falso infuso. Jiminy, stanco del comportamento dei suoi e dispiaciuto per la coppia gentile che hanno ingannato, decide di usare la pozione di Tremotino contro i genitori, ma quando non succede nulla capisce che il padre l'ha scambiata con quella data ai ragazzi. Torna indietro per salvare la coppia ma ormai è troppo tardi, i due hanno preso la pozione e si sono tramutati in marionette. In quel momento torna anche il figlio della coppia, un bambino che Jiminy aveva conosciuto il giorno prima e che gli aveva donato un ombrello per proteggersi dalla pioggia, e che resta sconvolto dal trovare i genitori trasfigurati. Amareggiato, Jiminy esprime il desiderio di abbandonare i suoi genitori e di avere la possibilità di ottenere il perdono da quel ragazzo. La Fata Turchina si manifesta e avvera il suo desiderio, trasformandolo dietro sua indicazione in un grillo parlante. Ora il Grillo può andare a ritrovare il ragazzino e fargli da famiglia; per trovarlo chiede alla Fata quale sia il suo nome: Geppetto.
Storybrooke, presente. Non appena Emma indossa il distintivo da vicesceriffo, una scossa di terremoto apre l’accesso alle miniere abbandonate della città. Regina tranquillizza gli abitanti, dichiara le miniere pericolanti e si dice intenzionata a chiuderne completamente l'accesso con una colata di cemento. Henry è sicuro che la madre adottiva vuole impedire l'accesso in quanto lì sotto, in realtà, sono conservate delle prove sull'effettiva esistenza del Sortilegio Oscuro. Archie, intimidito da Regina, che vuole che le fantasie del figlio sulla magia scompaiano definitivamente, dice a Henry che la sua è una psicosi, destabilizzandolo al punto da spingerlo a inoltrarsi nelle miniere da solo per provare di non essere pazzo. Emma e Archie, capito il suo intento, cercano di raggiungerlo, ma solo il terapista riesce ad entrare prima di un'altra scossa che sbarra l’ingresso. Emma, Regina e Graham organizzano una missione di soccorso per salvare Henry e Archie, dopo essere inutilmente ricorsi agli esplosivi per far saltare l’entrata, Pongo, il dalmata di Archie, scova un condotto dell’aria collegato ad un ascensore nel quale si sono rifugiati i due, che nel mentre si chiariscono e fanno pace. Emma si cala nella conduttura e in extremis riesce a salvare entrambi. Tornati in libertà, Archie, che si sente in colpa per essersi piegato alle minacce di Regina, intima al sindaco di non interferire più nel suo lavoro, altrimenti, in un’ipotetica futura lotta per la custodia di Henry, farà di tutto pur di aiutare Emma a toglierglielo. Nel frattempo, il rapporto tra Mary Margaret e David cresce giorno dopo giorno, la donna capisce che entrambi si stanno innamorando, e per non danneggiare il matrimonio di lui con Kathryn, dà le dimissioni dall’ospedale. Mentre la città festeggia la salvezza di Henry e Archie, Regina, fuori dalle miniere, trova un frammento di vetro e lo getta nel tunnel, il vetro è un frammento della bara in cui era stata deposta Biancaneve sotto l'incantesimo del sonno.
- Guest star: Tony Amendola (Marco/Geppetto), Anastasia Griffith (Kathryn Nolan/principessa Abigail), Harry Groener (Martin), Carolyn Hennesy (Myrna), Meghan Ory (Ruby Lucas/Cappuccetto Rosso), Keegan Connor Tracy (Madre Superiora/Fata Turchina).
- Ascolti USA: telespettatori 10 690 000 – share 18-49 anni 8%[11]
- Ascolti Italia: telespettatori 324 935[12]

## Il pastore
- Titolo originale: The Shepherd
- Diretto da: Victor Nelli
- Scritto da: Andrew Chambliss, Ian Goldberg
- Antefatti riguardanti: il Principe Azzurro

### Trama
Foresta Incantata, passato. Il valoroso Principe James viene reclutato da Re Mida, sovrano di un ricchissimo regno, dotato di un potere che trasforma in oro qualsiasi cosa lui tocchi, per uccidere un temibile drago che minaccia il suo popolo. In cambio dell'aiuto contro il drago Re Mida promette molto oro a re George, padre di James, il cui regno è in bancarotta. Purtroppo James viene trafitto mortalmente da un Behemoth in combattimento e Re George è disperato. In passato, Re George si era rivolto a Tremotino per avere un erede, l'uomo infatti non poteva avere figli e grazie ad un accordo col Signore Oscuro, ricevette un bambino, James. Tremotino, quindi, si presenta da Re George e accenna al fatto che James aveva un gemello, David, un umile pastore che vive con la madre Ruth in una povera fattoria, e gli suggerisce di sostituire James con David. Re George accetta a qualsiasi costo e il Signore Oscuro si presenta da David rivelandogli tutta la verità riguardo al fratello e al patto che i genitori fecero con lui. Tremotino gli promette di far prosperare la madre se lui in cambio accetterà di sostituire il gemello morto. David acconsente, diventando il Principe Azzurro, e riesce ad uccidere il drago. Re Mida, ignaro dello scambio, ammira l’audacia di "James", e gli offre in sposa sua figlia, Principessa Abigail. David, che si è ripromesso di sposarsi solo per amore, sta per rifiutare, ma Re George lo minaccia di eliminare Ruth se rifiuta il matrimonio che porterebbe grandissime ricchezze al regno. David quindi accetta controvoglia il matrimonio e lui e la principessa partono verso il castello di Re Mida sul sentiero dove, di lì a poco, si scontreranno con Biancaneve.
Storybrooke, presente. David viene dimesso dall’ospedale e ritorna a casa con Kathryn, sebbene provi dei forti sentimenti per Mary Margaret, la quale pur contraccambiando, preferisce stargli lontano per non intromettersi nel suo matrimonio. David, che sente di voler stare con lei, rompe con Kathryn, e propone a Mary Margaret di incontrarlo quella sera stessa al Toll Bridge. Mary Margaret è combattuta, ma Emma la incoraggia a seguire il suo cuore, così la donna si presenta all'appuntamento, ma David è in ritardo. Quest’ultimo mentre cerca la strada per il ponte si imbatte in Regina a cui chiede indicazioni, ma il sindaco lo indirizza verso il negozio di Gold. David entra e guardando un mulino che sembra appartenere alla sua vecchia e falsa vita con Kathryn, sembra riacquistare la memoria. David si reca comunque all'appuntamento con Mary Margaret, ma le comunica di dover tornare dalla moglie perché sta incominciando a ricordare ed è la cosa giusta da fare, lasciando la povera Mary Margaret con il cuore spezzato. Intanto, Emma è in perlustrazione notturna e si accorge di una figura che sta uscendo da una finestra di casa di Regina, lo segue e scopre che è Graham. Emma è delusa dal suo comportamento e inizia a non fidarsi più di lui.
- Guest star: David Anders (Dr. Whale), Alan Dale (Albert Spencer/Re George), Anastasia Griffith (Kathryn Nolan/Principessa Abigail), Gabrielle Rose (Ruth), Alex Zahara (Re Mida).
- Ascolti USA: telespettatori 9 660 000 – share 18-49 anni 7%[13]
- Ascolti Italia: telespettatori 262 762[14]

## Il cacciatore
- Titolo originale: The Heart Is a Lonely Hunter
- Diretto da: David M. Barrett
- Scritto da: Edward Kitsis, Adam Horowitz
- Antefatti riguardanti: Biancaneve, la Regina Cattiva e il Cacciatore

### Trama
Foresta Incantata, passato. Biancaneve è in lutto per la dipartita di suo padre, Re Leopold, inconsapevole del fatto che sia stata Regina ad ucciderlo. La Regina Cattiva trama per uccidere lei adesso, ma ha bisogno di qualcuno senza scrupoli che agisca indisturbato al posto suo. Chiede aiuto allo Specchio Magico che le mostra un Cacciatore, allevato dai lupi nel bosco e che mostra compassione per gli animali sue prede, ma che si sbarazza di un gruppo di uomini che lo infastidiscono in pochi minuti e senza esitazioni, e decide che lui è la persona adatta. Regina fa condurre il Cacciatore a palazzo, e lo assolda per l’incarico, in cambio della promessa di bandire la caccia al lupo nel regno. Il Cacciatore, travestitosi da guardia Reale, scorta Biancaneve nella foresta con una scusa, ma la principessa capisce subito cosa sta succedendo, e cerca di scappare. Subito dopo, capito che scappare è inutile e arresasi al suo destino, Biancaneve si ferma e scrive una lettera di scuse per Regina in cui la perdona per tutto il male che le ha fatto, e chiede al Cacciatore di fargliela avere a lavoro compiuto. L’uomo legge il biglietto e si commuove per parole della giovane, decide di lasciarla andare, prendendo il cuore di un cervo per depistare Regina. La strega, tuttavia, prima brucia la lettera di Biancaneve, alludendo all’episodio da cui è nato il suo odio per lei, dovuto ad un segreto non mantenuto che è costato la vita di una persona da lei amata, e poi scopre l’inganno del Cacciatore, così, per punirlo, gli strappa il cuore e lo conserva nella sua collezione in modo che diventi il suo schiavo personale.
Storybrooke, presente. Graham (in realtà il Cacciatore), uscito da casa di Regina, vede un lupo per strada e resta interdetto. Il giorno dopo Emma lo ignora per non averle detto prima di Regina. Lui si scusa e cerca di aprirsi con lei su come si sente da quando ha visto quel lupo, poi all'improvviso la bacia. Il bacio risveglia in Graham la visione del lupo che l'ha allevato. Emma lo respinge, Graham, confuso da tutto ciò, va da Regina che prova a tranquillizzarlo. Nel sonno ha di nuovo la stessa visione che lo spinge ad andare a cercare il lupo nel bosco, dove incontra Gold, che non esclude l’idea che tutto ciò che vede sia un ricordo sfocato di una vita passata. Trovando e accarezzando l’animale, Graham ha nuove visioni del suo passato e si rende conto di aver già conosciuto Mary Margaret in precedenza, quando era Biancaneve. Sempre più confuso cerca Mary Margaret per parlarle e capire se lei sappia qualcosa, ma lei pensa che sia stato condizionato dai racconti di Henry. Graham si apre con il piccolo, ed entrambi capiscono che l’uomo era il Cacciatore ingaggiato dalla Regina Cattiva. Graham, sempre più disperato perché non riesce a provare emozioni, si convince che sia perché Regina ha ancora il suo cuore, così chiede aiuto ad Emma. I due ritrovano e seguono il lupo che guida il Cacciatore fino al mausoleo di Regina, dove Graham crede sia conservato il cuore che la strega gli strappò. Emma e Graham vengono però interrotti da Regina; nella conversazione, l'uomo decide di mettere fine alla loro storia, mentre Emma e Regina hanno una violenta lite. Graham ed Emma tornano in caserma, mentre Regina entra nel suo mausoleo dove, sotto la bara del padre, è nascosto il covo della Regina Cattiva: in esso custodisce i cuori delle sue vittime, ingredienti per le pozioni e altri oggetti magici. Qui Regina, per punire Graham del suo tradimento ed evitare che le sue deduzioni sul Sortilegio influenzino anche altri, prende il cuore del Cacciatore e lo riduce in polvere. Lo sceriffo muore tra le braccia di Emma, non prima di averla baciata e risvegliandosi, così, dal sortilegio, ma purtroppo non fa in tempo a rivelarle la verità.
- Guest star: Giancarlo Esposito (Sidney Glass/Specchio Magico), Meghan Ory (Ruby Lucas/Cappuccetto Rosso).
- Ascolti USA: telespettatori 8 920 000 – share 18-49 anni 7%[15]
- Ascolti Italia: telespettatori 283 888[16]

## Anime disperate
- Titolo originale: Desperate Souls
- Diretto da: Michael Waxman
- Scritto da: Jane Espenson
- Antefatti riguardanti: Tremotino e Baelfire

### Trama
Foresta Incantata, passato. Tremotino, prima di diventare il Signore Oscuro, era un povero uomo zoppo e solo con il figlio 13enne Baelfire. Nel loro villaggio, i ragazzini dai 14 anni in su vengono costretti ad arruolarsi per combattere (o meglio sacrificarsi) nella Guerra degli Orchi. Tremotino vuole salvare Baelfire, prossimo al quattordicesimo compleanno, così una notte, padre e figlio tentano la fuga, ma vengono scoperti da alcuni soldati guidati dal duca Hordor il quale, riconoscendo Tremotino come il codardo che scappò dalla precedente Guerra degli Orchi azzoppandosi ed è poi stato abbandonato dalla moglie, lo umilia di fronte al figlio. Tremotino e Bae vengono aiutati da un vecchio mendicante, Zoso, che cerca di rincuorare l’uomo e gli rivela che potrebbe salvare suo figlio e il suo villaggio grazie al Pugnale del Signore Oscuro, l'artefatto che sottomette il Signore Oscuro agli ordini di chi lo possiede (in questo momento, Hordor). Tremotino viene convinto a rubare l’oggetto e a uccidere l’Oscuro per ottenerne i poteri, così lui e Baelfire creano un diversivo per entrare nel castello del duca e sottrarglielo. Portato a termine il piano, Tremotino manda a casa Bae, poi chiama a sé il Signore Oscuro e dopo averlo ucciso scopre che questi non era altro che Zoso, che lo ha ingannato affinché lo rimpiazzasse perché non reggeva più il peso di essere l’Oscuro Signore. Tremotino, diventato il nuovo Signore Oscuro e accecato dal desiderio di vendetta, elimina Hordor e tutti i suoi uomini, salvando Baelfire, che tuttavia non riconosce più il padre nella creatura sanguinolenta e spietata che ha davanti.
Storybrooke, presente. Sono passate 2 settimane dalla morte di Graham, ed essendo stata il suo vice, Emma si appresta a diventare nuovo sceriffo, ma Regina la blocca e le dice che è suo potere nominare il nuovo Sceriffo e di voler assegnare la carica al giornalista Sydney Glass (lo Specchio Magico). Emma ha le mani legate, ma Gold si rende disponibile ad aiutare Swan, consigliandole di leggere lo statuto comunale, il quale vieta la nomina di un nuovo sceriffo senza prima aver indetto delle elezioni in città. Emma, con il sostegno di Gold, si candida e parte dunque una battaglia elettorale contro Regina e Sydney. Henry è preoccupato, perché sa che Gold può essere ancora più crudele di sua madre e si convince, dopo la morte di Graham, che i buoni perderanno sempre contro i cattivi. Emma, dopo aver letto un articolo pubblicato da Sydney che parla del suo periodo in prigione, durante il quale è nato Henry, si dirige furiosa nell’ufficio del sindaco che punta a mettere in cattiva luce la donna. Mentre le due discutono divampa un grave incendio al municipio che rischia di ucciderle. Emma salva Regina in un atto eroico, e per questo viene acclamata dai cittadini. Poco dopo però, Emma trova tra i resti delle fiamme un pezzo di corda con lo stesso odore dell’olio che utilizza Gold nel suo negozio, e capisce che è stato lui ad appiccare il fuoco, sicuro che Emma avrebbe fatto la cosa giusta e che ciò sarebbe stato utile nelle elezioni. Il giorno del dibattito finale tra i due candidati, Emma, tra lo stupore generale, racconta la verità su quanto accaduto nell’incendio e l'inganno di Gold. Nonostante questo la donna riscuote la maggioranza dei voti in quanto i cittadini hanno apprezzato la sua sincerità e integrità morale. Emma dunque vince le elezioni e viene nominata nuovo sceriffo di Storybrooke. Gold, complimentandosi con lei, le svela di aver fatto esattamente il suo gioco: infatti sapeva che Emma avrebbe rivelato la verità ed, essendo lui molto più temuto di Regina, il fatto che la ragazza gli abbia tenuto testa gli ha fatto guadagnare il rispetto e il sostegno della città. Inoltre le spiega la ragione per cui voleva la sua vittoria: Emma ha un debito con Gold e a lui potrebbe far comodo avere uno sceriffo in debito.
- Guest star: Brad Dourif (Mendicante/Zoso il Signore Oscuro), Giancarlo Esposito (Sidney Glass/Specchio Magico), Beverley Elliott (Vedova "Granny" Lucas/Nonna), Ty Olsson (Hordor), Meghan Ory (Ruby Lucas/Cappuccetto Rosso), Dylan Schmid (Baelfire).
- Ascolti USA: telespettatori 10 350 000 – share 18-49 anni 8%[17]
- Ascolti Italia: telespettatori 319 943[18]

## La bussola
- Titolo originale: True North
- Diretto da: Dean White
- Scritto da: David H. Goodman, Liz Tigelaar
- Antefatti riguardanti: la Regina Cattiva e Hansel e Gretel

### Trama
Foresta Incantata, passato. Hansel e Gretel sono due fratelli che abitano con il padre, un taglialegna, che ha regalato loro una bussola magica che li farà sempre ritrovare. Un giorno il padre lì porta con sè mentre lavora nel bosco, i due fratelli si allontanano perdendo di vista il padre. Mentre cercano di ritrovarlo, anche attraverso la bussola, si imbattono nella Regina Cattiva, la quale promette loro di aiutarli a ritrovare l’uomo se loro svolgeranno una missione per lei: entrare nella casa di pan di zenzero della Strega Cieca e recuperare un sacchettino nero contenente qualcosa di speciale sottratto a Regina, la quale non può farlo da sola perché la dimora è protetta dalla magia. La Regina Cattiva li avvisa inoltre di non cadere nella tentazione di assaggiare le prelibatezze presenti nella casa. Hansel e Gretel vi si intrufolano mentre la strega dorme e riescono a recuperare il sacchetto, ma Hansel cede e mangia un dolce, gesto che fa risvegliare la Strega Cieca, che li cattura con lo scopo di mangiarli. I due fratelli con la furbizia riescono a liberarsi e a chiudere nel forno la strega, che viene uccisa infine da Regina con una palla di fuoco. La Regina Cattiva si complimenta con Hansel e Gretel per aver portato a termine il lavoro, e offre loro un posto nel suo castello, ma i bambini vogliono riunirsi al padre. Offesa la Regina Cattiva li esilia nella Foresta Infinita, così che non possano mai ritrovare la strada di casa. In realtà, il padre di Hansel e Gretel è sempre stato tenuto prigioniero dalla donna, che lo lascia andare sapendo che non potrà rivedere mai più i propri figli. Alla fine, Regina apre il sacchetto e da cui tira fuori la mela avvelenata che userà per addormentare Biancaneve.
Storybrooke, presente. Henry fa la conoscenza di Nicholas e Ava (Hansel e Gretel), due fratelli che sfruttano il ragazzino per rubare cibo e dolci in un market. Scoperti dal proprietario (Eolo), Ava e Nicholas vengono interrogati da Emma e dicono di averlo fatto per aiutare la famiglia che versa in difficili condizioni. Emma finge di riportarli a casa, ma capendo che hanno mentito li segue di nascosto scoprendo che i ragazzini vivono da soli in un misero capanno, senza genitori e in totale povertà. Emma decide di prendere a cuore la storia dei ragazzi e, per impedire che vengano divisi e mandati in una casa famiglia, lotta per ritrovare il padre sconosciuto dei bambini. La situazione fa sorgere in Henry delle domande sul suo padre biologico, ed Emma gli racconta che era un pompiere morto da eroe, anche se poi svelerà a Mary Margaret di avergli mentito. Intanto, Regina ha provveduto a chiamare gli assistenti sociali, che hanno disposto l’affidamento separato di Ava e Nicholas in due famiglie differenti, perciò Emma deve sbrigarsi per evitare che i due vengano separati. Ava e Nicholas le consegnano l'unico oggetto che hanno del padre: la bussola rotta. Emma risale al negozio in cui è stata acquistata, il negozio di Gold, che per farsi perdonare della storia dell'incendio e per conquistare la fiducia di Emma le dà il nome dell’uomo: Michael Tillman, che lavora come meccanico a Storybrooke. Emma lo rintraccia e cerca in tutti i modi di convincerlo a conoscere e a prendersi cura dei suoi figli, di cui non conosceva l'esistenza, ma lui non si sente in grado di gestire la situazione. Emma, a malincuore, si vede costretta ad obbedire a Regina e portare i bambini a Boston. Henry è preoccupato che possa succedere qualcosa a sua madre e ai ragazzini perché nessun abitante può varcare il confine di Storybrooke. Emma, che non vuole darsi per vinta, finge un guasto all’auto in modo da far intervenire Michael, che alla vista dei figli, si convince a prenderli con sé e ad essere una famiglia; in quell’attimo, la bussola riprende a funzionare. Emma torna a casa e mentre disfa gli scatoloni con la sua roba chiacchiera con Mary Margaret e raccontandole della teoria di Henry che le vede come madre e figlia, la maestra sente una strana sensazione quando vede la copertina con cui era stata abbandonata Emma in fasce. Più tardi Emma e Henry si godono del tempo insieme, quando vengono avvicinati da un forestiero in motocicletta che chiede indicazioni per un albergo dove passare la notte. Henry rimane scioccato, perché a parte Emma che è la Salvatrice, nessun altro estraneo era mai entrato a Storybrooke prima d’ora.
- Guest star: Lee Arenberg (Leroy/Brontolo), Eion Bailey (August Wayne Booth), Emma Caulfield (Strega Cieca), Karley Scott Collins (Ava Zimmer/Gretel), Nicholas Lea (Michael Tillman/Taglialegna), Quinn Lord (Nicholas Zimmer/Hansel).
- Ascolti USA: telespettatori 9 830 000 – share 18-49 anni 8%[19]
- Ascolti Italia: telespettatori 320 123[20]

## 07:15 del mattino
- Titolo originale: 7:15 A.M.
- Diretto da: Ralph Hemecker
- Scritto da: Daniel T. Thomsen
- Antefatti riguardanti: Biancaneve e il Principe Azzurro

### Trama
Foresta Incantata, passato. Cappuccetto Rosso comunica a Biancaneve dell’imminente matrimonio tra James ed Abigail e, di fronte alla sofferenza dell’amica, le propone di rivolgersi a Tremotino per avere una soluzione. Il Signore Oscuro prepara a Biancaneve una pozione che le farà dimenticare la causa delle sue pene, in cambio di un suo capello. Dall'altra parte neanche James riesce a togliersi dalla testa Biancaneve, e nonostante Re George gli imponga di andare avanti col matrimonio, il principe le manda una lettera per chiederle di incontrarsi. Biancaneve si camuffa ed entra nel castello, ma viene fermata dalle guardie e sbattuta in cella, dove conosce il nano Brontolo, imprigionato per la falsa accusa di furto di un diamante, e anch'egli afflitto per amore. In aiuto di Biancaneve e Brontolo, arriva uno dei sette fratelli del nano, Svicolo, che li libera, ma nella fuga viene ucciso da Re George e i suoi. Biancaneve si fa catturare per permettere a Brontolo di fuggire, e ha un faccia a faccia con Re George. L'uomo sa che Biancaneve è la donna amata da James e che potrebbe compromettere le nozze, quindi le dà un ultimatum: o lei spezza il cuore di James dicendogli di non contraccambiare il suo sentimento, o lui lo farà uccidere, e in entrambi i casi il suo regno verrà unificato con quello di Re Mida. Biancaneve non ha altra scelta e, in lacrime, rinuncia a James dicendogli di non amarlo. Lasciando il castello, Biancaneve, decisa a bere la pozione di Tremotino, viene confortata da Brontolo e i suoi altri sei fratelli, che la dissuadono dal bere la pozione e le offrono ospitalità nella loro casa. Giorni dopo Brontolo annuncia entusiasta a Biancaneve dell’annullamento del matrimonio tra James e Abigail, ma la ragazza ha bevuto la cura di Tremotino e non ha più memoria di James e del suo amore.
Storybrooke, presente. Henry scambia qualche parola con lo straniero, August, ma Regina non si fida di lui, e chiede ad Emma di indagare. Lo sceriffo va a parlarci e scopre che è solo uno scrittore in cerca di ispirazione, ma Emma resta sospettosa su di lui. Nel frattempo, Mary Margaret non sa come comportarsi con David, e ogni mattina si fa reca alle 7:15 da Granny per vederlo. Durante una passeggiata nel bosco la maestra trova un uccello ferito, e non sapendo cosa fare, lo porta nel centro per animali dove lavora David, e il veterinario, dopo averlo curato, le consiglia di liberarlo presto perché il suo stormo sta per migrare e l'animale rischia di rimanere solo per il resto della vita. Mary Margaret, decisa a salvare l'uccello, torna nel bosco in cui lo aveva trovato per liberarlo proprio mentre si abbatte una violenta tempesta su Storybrooke, scivola in vicinanza di un burrone, ma per fortuna David accorre e la salva. I due trovano poi riparo in un cottage immerso nella foresta, dove si confrontano sui loro sentimenti ed entrambi ammettono di recarsi ogni mattina alle 7:15 da Granny per vedere l'altro, ma Mary Margaret dice anche che ormai non c’è futuro per loro dal momento che ha visto Kathryn acquistare un test di gravidanza. Passata la tempesta, Mary Margaret riesce finalmente a liberare l'uccellino, che si ricongiunge con i suoi simili, dopodiché lei e David si dicono addio. A casa Kathryn rende partecipe il marito del fatto che non è incinta come credeva. La mattina dopo Mary Margaret ritarda la sua colazione da Granny alle 7:45 per evitare David, che ha la stessa idea e si presenta anche lui da Granny alle 7.45. Questa è la prova che ciò che c’è tra loro è troppo forte per essere negato, così i due finiscono col baciarsi appassionatamente, con Regina che li osserva cupamente da lontano.
- Guest star: Lee Arenberg (Leroy/Brontolo), Eion Bailey (August Wayne Booth), Alan Dale (Re George), Anastasia Griffith (principessa Abigail/Kathryn Nolan), Kwesi Ameyaw (Dr. Thatcher), Geoff Gustafson (Svicolo), Meghan Ory (Ruby Lucas/Cappuccetto Rosso).
- Ascolti USA: telespettatori 9 330 000 – share 18-49 anni 7%[21]
- Ascolti Italia: telespettatori 308 451[22]

## Il frutto dell'albero avvelenato
- Titolo originale: Fruit of the Poisonous Tree
- Diretto da: Bryan Spicer
- Scritto da: Ian Goldberg, Andrew Chambliss
- Antefatti riguardanti: la Regina Cattiva, il Genio/lo Specchio Magico e Re Leopold

### Trama
Foresta Incantata, passato. Il buon Re Leopold trova una lampada in riva al fiume, e sfregandola, diventa padrone di un Genio di Agrabah che gli concede tre desideri. Avendo già la felicità e la ricchezza, il re, per bontà del suo cuore, usa il suo primo desiderio per liberare il Genio dalla prigionia della lampada e, come secondo desiderio, decide di cedere il terzo allo stesso Genio. Lo accoglie poi nel suo castello, presentandogli sua figlia Biancaneve e la nuova moglie Regina, da cui il Genio resta subito affascinato. Il Genio nota il dolore di Regina nel venir trascurata dal marito e nel vivere una vita priva di amore, le sta accanto e se ne invaghisce completamente. Per tirarla su di morale un giorno il Genio le regala uno specchio che la mostra così come lui la vede: la più bella del reame. Qualche giorno dopo, Re Leopold dubbioso sulla fedeltà della moglie, che ha appuntato nel suo diario ciò che prova per l’uomo che le ha regalato lo specchio, chiede al Genio di scoprirne l'identità. Intanto Regina è segregata nelle sue stanze per ordine del re, e il Genio, con la complicità di Henry, padre di Regina, che gli chiede di portarle un cofanetto, raggiunge l’amata consegnandole l'oggetto che si scopre contenere le letali Vipere di Agrabah. Regina dice di voler usare le vipere per suicidarsi, e il Genio, che non è disposto a perderla, cerca di dissuaderla finché entrambi arrivano alla conclusione che l’unica via per vivere felici insieme è di uccidere Leopold. Nella notte il Genio libera nel letto del sovrano i serpenti, che lo mordono e avvelenano. Prima che il povero Re Leopold muoia, il Genio gli rivela di essere lui stesso l’amante di Regina e, seppur dispiaciuto, ha dovuto ucciderlo per poter essere felice con lei. La mattina il Genio si reca da Regina per comunicarle la riuscita del loro piano ma quest’ultima gli rivela di averlo solo usato per eliminare Leopold e avere il pieno controllo del trono senza destare sospetti. Infatti  le vipere erano originarie del suo paese quindi sarà il Genio ad essere accusato dell’omicidio. Il Genio è ormai troppo innamorato e succube per accettare la realtà, così esprime il desiderio di restare per sempre accanto a Regina, diventando il suo Specchio Magico.
Storybrooke, presente. Passata la tempesta, Henry scopre che questa ha demolito il castello di legno sulla spiaggia, e resta sconvolto perché sotto il castello aveva nascosto il libro C’era una volta per non farlo cadere nelle mani di Regina, ma il libro è sparito. Nel frattempo, Sydney, per vendicarsi di essere stato licenziato dal giornale dopo aver perso le elezioni per sceriffo, propone ad Emma di allearsi e dimostrare la corruzione di Regina. Il duo, investigando, trova dei documenti i quali attestano che il sindaco ha acquistato con i soldi pubblici un vasto terreno di proprietà di Gold. Emma e Sydney smascherano Regina ad una riunione municipale, ma la Mills si giustifica mostrando il progetto che intende realizzare su quel terreno, cioè costruire un parco giochi per i bambini di Storybrooke. Regina sfrutta la pessima figura di Emma per minacciarla e impedirle di vedere Henry senza il suo permesso, inoltre la avvisa che se non rispetterà le regole richiederà un’ordinanza restrittiva per tenerla lontana dal bambino. Emma e il piccolo non possono più vedersi e parlarsi liberamente, così Emma gli consegna walkie-talkie per tenersi comunque in contatto. Regina si incontra con Sydney e dalla loro conversazione si capisce che per tutto il tempo Sydney ha ingannato Emma. Il giornalista infatti è sempre stato in combutta con Regina la quale in questo modo ha cercato di mettere Emma in cattiva luce, inoltre ora che quest'ultima si fida di lui, Regina ha una talpa che può riferirle in anticipo le mosse dello sceriffo. Intanto, Mary Margaret e David cominciano a vedersi di nascosto, e il libro di Henry, che il ragazzo pensa sia stato rubato da Regina, è invece nelle mani di August.
- Guest star: Eion Bailey (August Wayne Booth), Giancarlo Esposito (Sidney Glass/Specchio Magico/Genio), Tony Perez (principe Henry), Richard Schiff (Re Leopold).
- Ascolti USA: telespettatori 10 910 000 – share 18-49 anni 8%[23]
- Ascolti Italia: telespettatori 315 074[24]

## Belle
- Titolo originale: Skin Deep
- Diretto da: Milan Cheylov
- Scritto da: Jane Espenson
- Antefatti riguardanti: Tremotino e Belle
- Nota: l’episodio non è da confondere con l’omonimo "Belle" della 7ª stagione.

### Trama
Foresta Incantata, passato. Una nuova Guerra degli Orchi continua a flagellare i reami, e Sir Maurice per proteggere il suo regno chiede l'aiuto di Tremotino, il quale che gli assicura la fine della guerra, ma come prezzo vuole la sua giovane figlia Belle per renderla sua domestica. Maurice rifiuta l’offerta, ma Belle accetta per salvare la sua famiglia e i sudditi, così si reca insieme a Tremotino nel suo castello, dove si trasferisce al suo servizio. Con il passar del tempo, il carattere empatico e gentile di Belle fa nascere nel Signore Oscuro dell’affetto nei confronti della ragazza, tanto da spingerlo ad aprirsi e a raccontarle della perdita del figlio Baelfire. I due vengono però interrotti dall’arrivo di Gaston, promesso sposo di Belle, giunto per reclamare la ragazza. Tremotino (all'insaputa di Belle) lo trasforma in una rosa che dona alla ragazza, e capisce che Belle sogna di essere un’eroina e di viaggiare in giro per il mondo. Tremotino, allora, che inizia a provare qualcosa per la ragazza decide di metterla alla prova e di farla uscire autorizzandola ad andare in paese per comprare della paglia, convinto che ella tenterà di scappare. Inizialmente, Belle valuta l'opzione di scappare, ma lungo la strada, incontra la Regina Cattiva, che capiti suoi sentimenti per Tremotino, la sollecita a dargli il Bacio del Vero Amore per rompere il sortilegio che lo rende il Signore Oscuro. Belle, dunque, ritorna al castello tra lo stupore e la felicità di Tremotino, i due si baciano, e Belle constata come le parole di Regina fossero vere, infatti Tremotino sta ritornando uomo. Il Signore Oscuro però non vuole perdere i suoi poteri, e, furioso, pensa che Belle abbia cospirato con Regina per indebolirlo, così la rinchiude nei sotterranei e poi la caccia. Affranta, Belle accusa Tremotino di essere un codardo per aver respinto l’amore per il potere, e va via indignata. Giorni dopo, Regina visita Tremotino e gli racconta la tragica fine di Belle: tornata dal padre, questi non poteva sopportare il legame della figlia con il Signore Oscuro, per cui l’ha imprigionata nella torre; Belle non ha retto e si è tolta la vita. Tremotino, sconvolto, piange la morte di Belle su di una tazzina scheggiata dalla ragazza tempo prima, tazzina che per lui diventa il simbolo del loro amore perduto.
Storybrooke, presente. Gold confisca il furgone dei fiori a Moe French (Sir Maurice) per rifarsi di un debito non pagato, così l’uomo si vendica del sequestro effettuando un furto in casa sua. Emma segue il caso, recupera la refurtiva e la restituisce a Gold, secondo il quale però manca la cosa più importante. Gold, determinato a farsi giustizia da solo, rapisce e imbavaglia Moe e lo porta nel suo isolato cottage nel bosco (lo stesso in cui si rifugiarono Mary Margaret e David). Qui, accecato dal passato, interroga e minaccia Moe, poi inizia a colpirlo col suo bastone, non per l'oggetto rubato, ma incolpandolo per ciò che è accaduto a "Lei", cioè per aver spinto Belle al suicidio. Emma arriva appena in tempo, ferma Gold e lo arresta. Intanto, Mary Margaret e David continuano a portare avanti la loro relazione segreta, e la sera di San Valentino, Ruby convince lei ed Ashley ad uscire per una serata tra ragazze. Ashley è triste per non avere mai un momento di intimità con Sean, che lavora tutto il giorno, ma il ragazzo si presenta al locale e le fa la proposta di matrimonio. Volendo anche lei una storia alla luce del sole come quella di Ashley e Sean, Mary Margaret dice a David che la loro storia non può continuare così, lei non vuole essere "l'altra", e pone David davanti a una scelta: lei o Kathryn. Regina concede ad Emma e Henry un incontro per rimanere da sola in centrale con Gold, a cui svela di possedere lei l’oggetto che sta cercando, e che glielo restituirà se lui le dirà il suo vero nome; Gold risponde "Tremotino", confermando che anche lui è sveglio dal Sortilegio e ricorda la loro vecchia vita, così lei gli restituisce la tazzina sbeccata da Belle. Successivamente, Regina si dirige nell’area per malati mentali dell’ospedale, dove controlla una paziente internata: è Belle, viva e vegeta, tenuta reclusa da Regina.
- Guest star: Emilie de Ravin (Belle), Tim Phillipps (Sean Herman/principe Thomas), Jessy Schram (Ashley Boyd/Cenerentola), Beverley Elliott (vedova "Granny" Lucas/Nonna), Meghan Ory (Ruby Lucas/Cappuccetto Rosso), Eric Keenleyside (Moe French/Sir Maurice), Sage Brocklebank (Sir Gaston).
- Ascolti USA: telespettatori 8 650 000 – share 18-49 anni 7%[25]
- Ascolti Italia: telespettatori 224 832[26]

## Che cosa è successo a Frederick?
- Titolo originale: What Happened to Frederick
- Diretto da: Dean White
- Scritto da: David H. Goodman
- Antefatti riguardanti: il Principe Azzurro e la Principessa Abigail

### Trama
Foresta Incantata, passato. James sta scappando dalle guardie di Re George, che gli sta dando la caccia per essersi sottratto al matrimonio con Abigail. Con sua grande sorpresa, James viene tratto in salvo dalla principessa stessa, contraria anche lei ad un matrimonio d’interesse con qualcuno che non ama. Abigail è infatti innamorata di un cavaliere, Frederick, che è stato involontariamente trasformato da Mida in una statua d’oro. La principessa vorrebbe riportarlo alla normalità con le acque incantate del Lago di Nostos, le cui proprietà magiche risanano ogni ferita e maledizione. Il Lago è però protetto da una terribile creatura a cui nessuno è ancora mai riuscito a sopravvivere. James si offre volontario per sfidare la creatura che sorveglia il lago e ridare vita a Frederick per la felicità di Abigail, in modo che almeno lei potrà stare con l’uomo che ama. James affronta la creatura, che si scopre essere una Sirena, la quale per confonderlo assume le sembianze di Biancaneve. James resiste all'inganno, uccide la Sirena e ottiene l'acqua, tornando da Abigail vittorioso e insieme riportano Frederick alla vita. Abigail, finalmente felice insieme a Frederick, ringrazia James e lo esorta a non rinunciare al suo amore. James, rincuorato dagli eventi, si mette alla ricerca di Biancaneve e incontra Cappuccetto Rosso la quale lo informa che l’amica dopo essere partita per incontrarlo non ha più fatto ritorno. Il principe capisce che l’abbandono da parte di Biancaneve è stato forzato da Re George. Mentre James e Cappuccetto Rosso si stanno organizzando per cercare Biancaneve arrivano George e i suoi uomini e i due sono costretti a fuggire.
Storybrooke, presente. Kathryn informa David della sua intenzione di trasferirsi a Boston per studiare legge e gli chiede di seguirla. David è inizialmente combattuto, ma capisce di amare Mary Margaret e di voler restare con lei a Storybrooke, così lascia Kathryn, tacendo però sulla relazione con la maestra per non ferirla ulteriormente. David va da Mary Margaret per dirle di amarla e che possono finalmente stare insieme visto che ha lasciato Kathryn. Regina però mostra a Kathryn le foto che immortalano i due insieme, e la donna, arrabbiata e ferita, schiaffeggia e umilia Mary Margaret davanti a tutta la scuola, definendola una rovina-famiglie. Mary Margaret viene criticata da tutta la città, sentendosi responsabile del dolore di Kathryn e delusa da David che non ha avuto il coraggio di dire la verità alla moglie portando a tutta questa situazione, decide di rompere con lui. Nel frattempo, August invita Emma ad un'uscita tra amici e la porta presso un pozzo, che secondo lui è collegato ad un lago magico (il Lago di Nostos), e la ragazza lo asseconda bevendo un po' di quell’acqua. Poco dopo, Emma trova ai piedi del suo maggiolino la scatola contenente il libro perduto di Henry, restaurato da August, e lo restituisce al bambino. Intanto, Kathryn riflette su tutto il suo matrimonio e giunge alla conclusione che non ha mai amato David e che è stata tutta un’illusione, perciò va a salutare Regina comunicandole di voler partire quella stessa sera per Boston e cominciare una nuova vita. Prima di andarsene, Kathryn lascia una lettera per il marito e Mary Margaret, augurandogli di vivere liberamente il loro amore, ma Regina la brucia, mentre il professore di ginnastica della scuola elementare (Frederick) ritrova vicino al confine di Storybrooke l’auto danneggiata di Kathryn, della quale non c'è nessuna traccia.
- Guest star: Eion Bailey (August Wayne Booth), Alan Dale (Albert Spencer/Re George), Anastasia Griffith (Kathryn Nolan/principessa Abigail), Beverley Elliott (vedova "Granny" Lucas/Nonna), Meghan Ory (Ruby Lucas/Cappuccetto Rosso).
- Ascolti USA: telespettatori 9 840 000 – share 18-49 anni 8%[27]
- Ascolti Italia: telespettatori 211 383[28]

## Sognolo
- Titolo originale: Dreamy
- Diretto da: David Solomon
- Scritto da: Edward Kitsis, Adam Horowitz
- Antefatti riguardanti: Brontolo e Nova

### Trama
Foresta Incantata, passato. Mentre vola trasportando la Polvere Fatata dalle miniere al rifugio delle fate, l’imbranata Fata Nova lascia cadere un po' della Polvere di Fata, questa si posa su un uovo di Nano, che si schiude prima del tempo. Il Nano che ne esce si sente diverso dai suoi fratelli, perché diversamente da loro, sogna e ha grandi aspettative, così il piccone che gli viene assegnato per lavorare nelle miniere ed estrarre la Polvere di Fata, gli da il nome di "Sognolo". Un anno dopo, Sognolo nota Nova, ricordando di aver avuto una sua visione poco prima della sua nascita, e ne rimane folgorato. Nova lo invita ad andare con lei a vedere le lucciole quella sera, ma Sognolo non capisce cosa stia accadendo dentro di sé, e, in una taverna, incontra Belle, che ha da poco lasciato Tremotino, e che lo incita ad andare all’appuntamento e a dichiararsi innamorato. Sognolo e Nova ammettono i sentimenti reciproci, e pianificano di abbandonare tutto e tutti, e viaggiare insieme per il mondo. Sognolo, prima di andare, saluta i fratelli Nani e sta per raggiungere Nova, il suo capo cerca inutilmente di fermarlo, ma è l'intervento della Fata Turchina, insegnante di Nova, a dissuaderlo. Ella infatti dice a Sognolo che, se scapperanno, Nova perderà le ali e non potrà diventare la Fata Madrina che è destinata ad essere. Per il bene di Nova, Sognolo la lascia andare e riprende il suo lavoro nelle miniere, e per la rabbia, rompe il suo piccone. Sul nuovo piccone che gli viene assegnato compare per lui un nuovo nome: Brontolo.
Storybrooke, presente. Mary Margaret è la persona più odiata in città dopo la tresca con David, e non riesce a trovare nessuno che voglia collaborare con lei per vendere le candele all’annuale Festa dei Minatori. Lo scorbutico ubriacone Leroy (Brontolo) conosce sorella Astrid (Nova), e se ne invaghisce, perciò si offre per aiutare Mary Margaret per racimolare i soldi e aiutare la suora, che ha per sbaglio prosciugato tutto il denaro dell’affitto del convento. Purtroppo, ai due vengono sbattute solo porte in faccia, così Leroy cerca invano di convincere il signor Gold, proprietario del convento, a posticipare la data di scadenza dell’affitto. Leroy non vuole deludere Astrid, e le mente dicendole di aver venduto le candele, ma lei scopre poco dopo la bugia e si dispera. Nel mentre, Emma indaga sulla scomparsa di Kathryn, e si fa aiutare da Sydney, che le fa avere una copia dei tabulati telefonici della donna per sapere con chi ha parlato prima di sparire, dati che però vengono falsificati da Regina. David risulta essere l’ultima persona con cui Kathryn ha avuto contatti, ed Emma è quindi obbligata a condurlo in centrale per interrogarlo. Leroy, alla fine, sabota il centralino elettrico per spingere la gente a comprare le loro candele, così salva le suore e diventa un eroe agli occhi di Astrid. Mary Margaret, sconfortata, mentre sta camminando con una candela spenta in mano, viene avvicinata da Granny, che gliel’accende con la sua, segno che gli abitanti di Storybrooke l’hanno perdonata.
- Guest star: Amy Acker (sorella Astrid/fata Nova), Lee Arenberg (Leroy/Brontolo), Emilie de Ravin (Belle), Giancarlo Esposito (Sidney Glass/Specchio Magico), Beverley Elliott (vedova "Granny" Lucas/Nonna), Geoff Gustafson (Svicolo), Meghan Ory (Ruby Lucas/Cappuccetto Rosso).
- Ascolti USA: telespettatori 10 677 000 – share 18-49 anni 9%[29]
- Ascolti Italia: telespettatori 272 104[30]

## Mani rosso sangue
- Titolo originale: Red-Handed
- Diretto da: Ron Underwood
- Scritto da: Jane Espenson
- Antefatti riguardanti: Biancaneve, Cappuccetto Rosso e la Vedova Lucas

### Trama
Foresta Incantata, passato. Cappuccetto Rosso è una giovane ragazza il cui nome deriva dal mantello che indossa sempre, che vive in una casa nel bosco insieme a sua nonna, la Vedova Lucas. Il loro villaggio è nel panico per colpa di un famelico lupo, così gli abitanti si preparano ad una battuta di caccia per ucciderlo. Cappuccetto Rosso vuole unirsi alla spedizione, ma la nonna glielo vieta, raccomandandole di restare a casa e indossare sempre il mantello, che essendo rosso, colore che spaventa il lupo, a suo dire, può proteggerla. Una mattina, Cappuccetto Rosso incontra Biancaneve, in fuga dalla Regina Cattiva, e la ospita in casa. Durante la riunione del villaggio per organizzare la spedizione contro il lupo la Vedova Lucas cerca di scoraggiare i cacciatori, avvisandoli che non hanno speranza contro il lupo, perché un suo eguale, 60 anni prima, uccise tutta la sua famiglia in un attimo, e le morse un braccio. Cappuccetto Rosso, innamorata di un suo amico d’infanzia, Peter, vuole aiutarlo e non intende starsene con le mani in mano, così, in pieno giorno, esce di casa per perlustrare la zona in cerca dell’animale e ucciderlo. Biancaneve la segue, e le due amiche osservano con stupore che le impronte lasciate dalla creatura, a lungo andare, assumono una forma umana, e sono dirette proprio verso il cottage di Cappuccetto Rosso. L’unica persona che si è avvicinata alla finestra della camera di Cappuccetto Rosso è Peter stesso, perciò le due deducono che sia lui il lupo, che ogni qualvolta si trasforma perde coscienza e memoria. Biancaneve convince Cappuccetto Rosso ad andare da Peter e avvertirlo del pericolo, così, mentre Biancaneve si finge l’amica indossando il suo mantello per sviare la nonna, Cappuccetto Rosso raggiunge il fidanzato e lo incatena per non fargli fare del male a nessuno. La Vedova Lucas capisce l'inganno, e sconvolta si precipita con Biancaneve dalla nipote, raccontando nel mentre la verità a Biancaneve: è la stessa Cappuccetto Rosso il lupo, vittima di una maledizione che grava sulla loro famiglia da generazioni, e il mantello è intriso di una magia che blocca la trasformazione, ed ora che ne è sprovvista, rischia di perdere il controllo. Infatti, mentre è accampata con Peter, Cappuccetto si trasforma e attacca un indifeso Peter che era ancora legato ad un albero. Biancaneve e l’anziana donna arrivano troppo tardi, Peter è già morto, sbranato da Cappuccetto Rosso sotto forma di licantropo. La nonna ferma il lupo con una freccia d’argento, e con il mantello fa tornare Cappuccetto Rosso umana, ma scioccata dalla scoperta di essere un mostro e per quello che ha fatto a Peter, scappa con Biancaneve per sfuggire ai cacciatori.
Storybrooke, presente. Ruby è stanca di stare alle regole della nonna, così si licenzia e va via di casa, ed Emma e Mary Margaret le danno ospitalità nel loro loft. Disoccupata, Ruby cerca un nuovo lavoro, ma non trova niente che la soddisfa, finché Emma non le propone di essere la sua assistente. Ruby ed Emma escono per cercare tracce di David, che pare essere scomparso nel bosco dopo che Mary Margaret lo ha incrociato la sera prima mentre vagava con sguardo assente e non sembrava in se stesso. Ruby scopre di avere un talento nel cercare tracce, ignorando che è merito del suo fiuto da lupo, e infatti ritrova subito David svenuto nel bosco. David non sa come è arrivato lì e non ricorda cosa ha fatto da quando è andato via dall’ufficio dello sceriffo la sera prima. Si consulta col dottor Whale, che pensa sia tutto riconducibile al suo trauma post coma, e inizia a pensare di essere stato lui a rapire inconsciamente Kathryn. Emma manda Ruby a cercare qualche altra possibile traccia al Toll Bridge, luogo dove David fu trovato la prima volta dopo il coma, e qui, Ruby rinviene con orrore un cofanetto contenente un cuore umano. Turbata dalla macabra vicenda, Ruby decide di tornare a lavorare insieme alla nonna, che le svela di essere dura con lei per prepararla in quanto le lascerà in eredità il locale quando dovrà ritirarsi. Nonna e nipote si chiariscono e risolvono le loro divergenze. Emma informa David che il cuore ritrovato potrebbe appartenere a Kathryn, e che le impronte digitali sul cofanetto non combaciano con le sue, ma con quelle di Mary Margaret.
- Guest star: David Anders (Dr. Whale), Bill Dow (Tomkins), Beverley Elliott (vedova "Granny" Lucas/Nonna), Jesse Hutch (Peter), Meghan Ory (Ruby Lucas/Cappuccetto Rosso).
- Ascolti USA: telespettatori 9 293 000 – share 18-49 anni 8%[31]
- Ascolti Italia: telespettatori 296 384[32]

## Cuore di tenebra
- Titolo originale: Heart of Darkness
- Diretto da: Dean White
- Scritto da: Andrew Chambliss, Ian Goldberg
- Antefatti riguardanti: Biancaneve e il Principe Azzurro

### Trama
Foresta Incantata, passato. Dopo aver bevuto la pozione dell’oblio di Tremotino, Biancaneve non ha solo dimenticato James, ma è anche diventata una persona ostile e irascibile. I Nani e il Grillo Parlante cercano di parlarle per farla ragionare, ma lei giunge alla conclusione di dover uccidere Regina, accusandola di essere sempre stata la causa del suo male. Biancaneve decide quindi di rivolgersi a Tremotino per chiedere aiuto, e viene accompagnata da Brontolo che spera di farla desistere, ma che alla fine capisce che non c’è modo di farle cambiare idea. Il Signore Oscuro le dà un arco magico che non sbaglia mai la mira con il quale la ragazza potrà uccidere Regina mentre è in viaggio verso il palazzo estivo. Nel frattempo, l’esercito di Re George è alle calcagna di James e Cappuccetto Rosso, la quale permette al principe di scappare trasformandosi in lupo e aggredendo i soldati. James riesce ad arrivare da Tremotino, il quale lo mette al corrente dei piani di Biancaneve e gli indica dove potrà trovarla in cambio del suo mantello. James raggiunge Biancaneve e la bacia, sperando che così possa rinsavire, ma lei, non ricordandosi di lui, lo colpisce e lo lega ad un albero. Il Principe Azzurro viene liberato dal Grillo Parlante, il quale gli suggerisce che per far tornare in se Biancaneve deve prima ricordarle lei chi è. James la raggiunge appena in tempo e per impedirle di uccidere la matrigna, e macchiare il suo cuore, si frappone tra la ragazza e Regina nel momento in cui viene scoccata la freccia, che lo ferisce lievemente. L’eroismo di James risveglia la vera Biancaneve, ma i due amati hanno appena il tempo di riabbracciarsi perché arrivano i cavalieri di Re George e catturano il principe. Intanto, mentre i Nani perdonano e appoggiano Biancaneve nella sua missione di salvataggio di James, Tremotino prende un capello dal mantello del Principe Azzurro e lo mette in una ampolla insieme a quello preso da Biancaneve in precedenza, ed etichetta la pozione “Vero Amore”.
Storybrooke, presente. Mary Margaret è accusata del possibile omicidio di Kathryn, e le prove a contro di lei sono importanti: un movente, il suo portagioie con le sue impronte con all'interno il cuore, e l’arma del delitto ritrovata da Emma e Henry nel soffiatoio della sua camera. Emma è certa dell’innocenza dell’amica, ma non può fare molto se non trova delle prove per scagionarla. Anche Henry crede in Mary Margaret, ed è sicuro che dietro tutto ciò ci sia Regina per via del suo odio per Biancaneve, ed August, che come lui crede nel Sortilegio Oscuro, gli dice di scavare a fondo cercando un indizio nel libro di favole. Studiandolo, Henry ruba dall'ufficio del sindaco un mazzo di chiavi che apre qualsiasi porta in città, e con cui in effetti, Regina entrò in casa Nolan per bruciare la lettera lasciata da Kathryn, ma nonostante Emma veda con i propri occhi che una di esse apre il loft di Mary Margaret, lo sceriffo deve trattenerla in centrale perché le prove non sono abbastanza e inoltre i risultati delle analisi hanno confermato che il DNA del cuore appartiene a Kathryn. Gold si offre per fare da legale a Mary Margaret e, nonostante gli avvertimenti di Emma sulla pericolosità di fare accordi con l'uomo, lei lo assume. David intanto è tormentato dalla situazione, perciò si sottopone ad una seduta con Archie, durante la quale gli viene in mente la scena del loro passato nella Foresta Incantata in cui Biancaneve nel bosco è intenzionata a uccidere qualcuna, ossia la Regina Cattiva, ma lui, non potendo ricordare gli eventi, pensa si riferisca proprio a Kathryn. David si confronta con Mary Margaret, la quale ferita dalle sue parole, lo manda via. Poco dopo la maestra trova sotto al cuscino la chiave della sua cella. Intanto Emma, volendo annientare Regina e consapevole della sua inimicizia con Gold, chiede a quest’ultimo di fiancheggiarla per provare la colpevolezza del sindaco. La scena finale mostra la cella di Mary Margaret aperta e vuota.
- Guest star: Lee Arenberg (Leroy/Brontolo), Meghan Ory (Ruby Lucas/Cappuccetto Rosso).
- Ascolti USA: telespettatori 8 697 000 – share 18-49 anni 8%[33]
- Ascolti Italia: telespettatori 265 477[34]

## Il trucco del cappello
- Titolo originale: Hat Trick
- Diretto da: Ralph Hemecker
- Scritto da: Vladimir Cvetko, David H. Goodman
- Antefatti riguardanti: la Regina Cattiva e il Cappellaio Matto

### Trama
Foresta Incantata, passato. Jefferson è un uomo che vive in condizioni di povertà, ma che fa di tutto per poter garantire alla figlia Grace un futuro migliore. Un giorno, la Regina Cattiva va a trovarlo per proporgli un lavoretto, lui inizialmente rifiuta a causa di quanto accaduto alla moglie per via della sua ultima collaborazione con la Regina, ma poi per il bene di Grace, sebbene riluttante, accetta la proposta. Jefferson possiede un cappello magico in grado di aprire dei portali tra i diversi mondi, ed è ciò di cui ha bisogno Regina per andare nel Paese delle Meraviglie e riprendersi qualcosa rubatole dalla Regina di Cuori. Jefferson avverte Regina che il numero di persone che entra nel varco deve essere lo stesso di quelle che ne escono. Regina e Jefferson arrivano nel Paese delle Meraviglie, e la donna recupera lo scrigno con all’interno suo padre Henry rimpicciolito. A questo punto Regina inganna Jefferson e lo abbandona nel Paese delle Meraviglie per poter varcare il portale con il padre Henry. Rispettando le regole del cappello per il passaggio tra i mondi, Regina e Henry fanno ritorno nella Foresta Incantata, mentre Jefferson viene preso dalle guardie della Regina di Cuori, che gli fa tagliare la testa (ma magicamente non lo uccide) e lo costringe a fabbricare un nuovo cappello magico che la conduca nella Foresta Incantata. Jefferson, disperato per non poter tornare dalla figlia Grace, viene rinchiuso in una stanza, dove continua senza sosta a costruire cappelli malfunzionanti, diventando così il Cappellaio Matto.
Storybrooke, presente. Emma, Gold e Henry scoprono della sparizione di Mary Margaret, ed Emma prima dell’udienza della mattina seguente. Lo sceriffo, in modo discreto, comincia a setacciare Storybrooke, quando all’improvviso sbuca dal bosco in strada un uomo che non riesce ad evitare individuo e a cui rompe accidentalmente la caviglia. Emma si offre di accompagnare l’uomo, che si presenta col nome di Jefferson (il Cappellaio Matto), fino a casa per scusarsi e assicurarsi che stia bene. Jefferson accetta il passaggio e arrivati a casa, una bellissima villa, invita lo sceriffo ad entrare per offrirgli un the, Emma accetta ma la bevanda le fa perdere i sensi. Al suo risveglio lo sceriffo si ritrova legata nel salone di Jefferson. Dopo vari tentativi riesce a liberarsi e, mentre cerca una via di fuga, in una camera trova Mary Margaret legata ad una sedia, sta per liberarla ma arriva Jefferson che l'aggredisce e le impedisce di scappare. Sotto minaccia di fare del male a Mary Margaret convince Emma ad ascoltarlo e la porta in una camera piena di cappelli chiedendole, in quanto salvatrice, di riparare il suo cappello per renderlo di nuovo magico. Jefferson, infatti, ricorda tutto della sua vita passata, perché la maledizione scelta per lui da Regina è guardare la felicità della figlia Paige (Grace) con un’altra famiglia visto che non può ricordarsi di lui a causa del sortilegio. Quindi Jefferson vuole aggiustare il cappello magico per poter tornare con Grace nella foresta incantata per vivere finalmente insieme, e solo la Salvatrice può far sì che accada ridandogli il lieto fine. Emma fa credere a Jefferson di volerlo aiutare, per poi colpirlo e salvare Mary Margaret. Jefferson le raggiunge e durante uno scontro fisico con la maestra cade da una finestra e scompare nel nulla. Ad incubo finito, Emma lascia libera Mary Margaret chiedendole di fare la scelta giusta, così la donna accetta di ritornare in cella ed affrontare il processo con Emma, che vede in lei l’unica persona che le sia mai stata accanto come una vera famiglia. All’alba, Regina giunge in centrale e rimane sorpresa e infastidita dalla presenza di Mary Margaret. Infatti è stata lei, con l'aiuto di Gold, a far trovare la chiave alla maestra sperando che questa scappasse e venisse riconosciuta automaticamente colpevole. Intanto, Emma vede Paige nella scuola di Henry, e si fa prestare dal bambino il libro di favole, in cui legge la storia di Jefferson. Sembra che per Emma sia arrivato il momento di credere.
- Guest star: Giancarlo Esposito (Sidney Glass/Specchio Magico), Tony Perez (principe Henry), Sebastian Stan (Jefferson/il Cappellaio Matto).
- Ascolti USA: telespettatori 8 825 000 – share 18-49 anni 8%[35]
- Ascolti Italia: telespettatori 252 943[36]

## Lo stalliere
- Titolo originale: The Stable Boy
- Diretto da: Dean White
- Scritto da: Edward Kitsis, Adam Horowitz
- Antefatti riguardanti: la Regina Cattiva, Biancaneve, Cora e Daniel

### Trama
Foresta Incantata, passato. Una giovane e ancora innocente Regina ha la passione dell’equitazione, hobby malvisto da sua madre Cora, ossessionata dalle sue manie di grandezza e di controllo per il futuro suo e di sua figlia. Regina è innamorata contraccambiata dello stalliere Daniel, e vorrebbe vivere alla luce del sole la loro relazione, ma Regina ha paura di sua madre che se dovesse venirlo a sapere sicuramente li ostacolerebbe. Un giorno, Regina salva da un cavallo imbizzarrito una ragazzina, che si scopre essere Biancaneve, con la quale nasce da subito una forte sintonia. Il vedovo Re Leopold, padre di Biancaneve, colpito dal coraggioso gesto di Regina, chiede la sua mano, e Cora accetta per lei. Regina progetta dunque una fuga d’amore con Daniel, ma mentre si stanno baciando, vengono scoperti da Biancaneve. La principessina è scioccata, ma Regina le spiega il grande potere dell’amore e la convince a mantenere il segreto, soprattutto con sua madre. Cora inganna la piccola Biancaneve e la spinge a raccontarle tutto. Scoperto il piano della figlia raggiunge Regina e Daniel per fermarli, ma quando la figlia si mostra determinata a combattere per lui, Cora strappa il cuore dal petto di Daniel e lo sbriciola, uccidendolo. Devastata, Regina è costretta a prepararsi per il matrimonio con Leopold, e prima della cerimonia, parlando con Biancaneve, capisce che questa non ha saputo tenere per sé il segreto. Regina, intuisce che la madre ha orchestrato il tutto sin dall’inizio per farle incontrare Biancaneve, e accecata dal dolore per la perdita di Daniel, giura a se stessa di vendicarsi della ragazzina che incolpa per la morte del suo vero amore. Questi avvenimenti sono i primi passi che porteranno Regina a diventare la Regina Cattiva.
Storybrooke, presente. In un piccolo flashback ambientato nel presente, scopriamo come Gold abbia stretto un patto con Regina: lui troverà il modo di incastrare Mary Margaret coinvolgendola in un caso che riguarderà Kathryn, conducendola fuori città per un destino atroce, mentre Regina dovrà far cadere le accuse di aggressione contro Moe French. Mary Margaret continua a proclamarsi innocente, ed Emma decide di ritornare al Toll Bridge insieme ad August per cercare nuove prove. I due ritrovano il frammento di una vanga, presumibilmente usata per scavare e sotterrare il cofanetto con il cuore di Kathryn. Emma e August, con la complicità di Henry, si infiltrano nel garage di casa Mills e trovano la pala a cui manca il pezzo ritrovato da Emma. Convinta di avere Regina finalmente in pugno, Emma ottiene un mandato di perquisizione, ma quando perquisisce ufficialmente il garage scopre che l’oggetto è sparito. Lo sceriffo crede che August l’abbia tradita, essendo l’unico a conoscenza del piano. Nel frattempo, Mary Margaret acconsente a rispondere alle domande del procuratore distrettuale Albert Spencer (Re George), che però la provoca così tanto da farle confessare di aver desiderato Kathryn fuori dai piedi per stare con David. Davanti alle lacrime di Mary Margaret, Regina le dice soddisfatta di sapere che non è stata lei ad uccidere Kathryn, ma che merita comunque di marcire in prigione per ciò che ha fatto. Ormai c’è ben poco da fare, e Mary Margaret viene portata al processo, mentre Emma scopre una cimice nascosta nel suo ufficio in centrale e comprende che a fare il doppio gioco è stato Sydney, per cui chiede scusa ad August per aver sospettato di lui. Mentre si chiariscono i due sentono le urla di una terrorizzata Ruby, che ha appena trovato in un vicolo Kathryn, svenuta ma ancora viva.
- Guest star: Noah Bean (Daniel), Alan Dale (Albert Spencer/Re George), Giancarlo Esposito (Sidney Glass/Specchio Magico), Anastasia Griffith (Kathryn Nolan/principessa Abigail), Barbara Hershey (Cora), Bailee Madison (Biancaneve da bambina), Meghan Ory (Ruby Lucas/Cappuccetto Rosso), Tony Perez (principe Henry), Richard Schiff (Re Leopold).
- Ascolti USA: telespettatori 8 360 000 – share 18-49 anni 8%[37]
- Ascolti Italia: telespettatori 261 488[38]

## Il ritorno
- Titolo originale: The Return
- Diretto da: Paul Edwards
- Scritto da: Jane Espenson
- Antefatti riguardanti: Tremotino e Baelfire

### Trama
Foresta Incantata, passato. Baelfire è impaurito da Tremotino che, ormai Signore Oscuro, spesso abusa della sua magia. Sotto consiglio di un'amica, Baelfire invoca l’aiuto della Fata Turchina, la quale però gli dice che non c’è modo di far ritornare il padre l’uomo di una volta, ma gli dona un fagiolo magico, che ha il potere di aprire portali per altri mondi, suggerendogli di portare il padre in un mondo senza magia, dove Tremotino non sarà più soggetto al Pugnale dell'Oscuro e non avrà più poteri. Tremotino, all’inizio, accetta di seguire il figlio, ma all’ultimo si tira indietro per non perdere i suoi poteri, così, prima di essere risucchiato dal portale, Baelfire gli grida contro di essere un codardo per non aver mantenuto la parola. Tremotino si pente immediatamente, perciò chiede alla Fata Turchina di procurargli una qualsiasi altra via per raggiungere Baelfire. La Fata Turchina però non ha più fagioli magici a disposizione e non sa come aiutarlo. Così Tremotino pensa ad una maledizione abbastanza potente da poterlo trasportare nel mondo senza magia: da qui nasce l’idea del Sortilegio Oscuro che Tremotino farà scagliare dalla Regina Cattiva e che darà vita a Storybrooke, tutto per raggiungere suo figlio.
Storybrooke, presente. Mary Margaret viene prosciolta da tutte le accuse a suo carico, dal momento che Kathryn non è stata uccisa, ma continua ad evitare David per averla colpevolizzata. Kathryn, invece, non ricorda molto, solo di essere stata tenuta prigioniera in uno scantinato con cibo e acqua. Regina, intanto, è furiosa con Gold che ha mandato tutto all’aria: è stato lui ad inscenare il rapimento e il successivo rilascio di Kathryn, così da far indirizzare tutte le prove contro Regina. Intanto August ha degli strani dolori alla gamba, e preso dal panico, entra di nascosto nell’ufficio di Gold con l'aiuto di Henry, ma viene colto in flagrante. Gold inizia a sospettare dell’uomo, pertanto, aspetta che si rechi alla festa di bentornato per Mary Margaret, per frugare in casa sua, dove trova un disegno del Pugnale del Signore Oscuro. Preoccupato, Gold pensa che August sia Baelfire, tornato per vendicarsi del padre per averlo abbandonato, dunque, dopo una seduta con Archie, prende coraggio e lo affronta. August conferma di essere Baelfire, e riabbraccia il caro papà, ma, quando Gold lo conduce nel posto dove ha nascosto il pugnale per permettergli di distruggerlo, August lo utilizza per controllarlo. Da questo Gold capisce che si tratta di un impostore: vivendo in un mondo privo di magia, infatti, l’oggetto non può funzionare, ed era proprio questo il motivo per cui Baelfire aveva scelto il mondo reale tanti anni prima. August, alle strette, rivela di essere originario della Foresta Incantata, e di essere arrivato a Storybrooke per cercare un antidoto per la sua malattia. Egli sperava che questa sarebbe sparita facendo credere Emma, in modo da farle spezzare il sortilegio, ma fallito questo piano, ha cercato di sfruttare il potere del Signore Oscuro. Gold, decide quindi di non ucciderlo, dato che sarà la malattia a farlo, e gli dice che lo aiuterà nel piano di far ritrovare la fede a Emma (così che possa continuare la ricerca di Bae a Sortilegio spezzato). Nel frattempo, Regina si serve dell’infatuazione di Sydney per lei per indurlo a dichiararsi responsabile della scomparsa di Kathryn, ma per Emma la testimonianza non regge. Così la ragazza, stufa delle macchinazioni di Regina, giura di rovinarla e di portarle via Henry per sempre.
- Guest star: Meghan Ory (Ruby Lucas/Cappuccetto Rosso), Anastasia Griffith (Kathryn Nolan/Principessa Abigail), Dylan Schmid (Baelfire), Giancarlo Esposito (Sidney Glass/Specchio Magico), Keegan Connor Tracy (Madre Superiora/Fata Turchina).
- Ascolti USA: telespettatori 9 080 000 – share 18-49 anni 8%[39]
- Ascolti Italia: telespettatori 326 084[40]

## Lo sconosciuto
- Titolo originale: The Stranger
- Diretto da: Gwyneth Horder-Payton
- Scritto da: Ian Goldberg, Andrew Chambliss
- Antefatti riguardanti: Geppetto, Pinocchio e la Fata Turchina

### Trama
Foresta Incantata, passato. Dopo essersi sacrificato per salvare il padre Geppetto da una feroce Balena, Pinocchio viene ricompensato dalla Fata Turchina per il suo coraggio, la sua onestà e il suo altruismo, venendo trasformato in un bambino vero, ma la fata lo avverte che, se mai venisse a meno a questi tre attributi, tornerà di legno. Tempo dopo, il Sortilegio Oscuro incombe sul regno, e la Fata Turchina invita Geppetto e Pinocchio a fabbricare un armadio magico con il legno di un albero incantato come quello usato per intagliare Pinocchio: la teca potrà proteggere due persone dal Sortilegio, portandole nel Mondo Reale senza privarli della memoria e della magia. Geppetto, preoccupato da cosa possa succedere al figlio con l'abbattersi del sortilegio e per paura che nel mondo senza magia possa tornare di legno e inanimato, pone la condizione che uno dei due posti sia riservato a Pinocchio. Nonostante il parere contrastante del Grillo Parlante, Geppetto e la Fata Turchina concordano sul mentire a Biancaneve e al Principe, dicendo che solamente Biancaneve, con Emma in grembo, potrà scampare alla maledizione. Emma però nasce proprio nel giorno in cui la Regina scaglia il Sortilegio, così la Fata Turchina esorta Geppetto a cambiare i piani iniziali per permettere a Biancaneve di seguire e crescere la figlia nel Mondo Reale. L'uomo però non vuole rinunciare alla salvezza di Pinocchio, e lo fa entrare nella teca magica, facendogli promettere che veglierà su di Emma, le racconterà la verità e la convincerà del suo ruolo di Salvatrice. Pinocchio ed Emma arrivano quindi sulla Terra, nel Maine, e vengono affidati ad un orfanotrofio. Il bambino, che inizialmente stava seguendo le raccomandazioni del padre, dopo poco viene meno al proprio impegno e lascia la struttura per fuggire assieme ad altri ragazzi abbandonando Emma.
Storybrooke, presente. Henry scopre che qualcuno ha aggiunto nel libro di favole la storia incompleta di Pinocchio, mentre Emma è determinata a intraprendere una battaglia legale contro Regina. August, intanto, decide di concludere la sua missione prima che la sua malattia lo uccida: si scopre così che il corpo di August sta tornando di legno e che lui è Pinocchio. Intanto, Mary Margaret perdona Regina per quello che le ha fatto, e il sindaco prova a sedurre David inutilmente. Per cercare di dare una scossa ad Emma, August la porta nel luogo in cui fu abbandonata in fasce, le svela di essere il bambino che la trovò sul ciglio della strada e gli rivela la sua identità. Emma non gli crede e August le mostra la sua gamba, diventata di legno per non essere stato impavido e per non aver tenuto fede al suo impegno. La mancanza di fede di Emma, però, le impedisce di vedere, così August cerca di farle credere nella magia, dicendole che i dolori sono cominciati proprio il giorno e nell'ora in cui lei si è stabilita a Storybrooke, ma la ragazza si sente così confusa e disorientata che decide di convincere Henry ad andare via con lei di notte per lasciare Storybrooke. August, perse le speranze, si offre per fare da aiutante a Marco (Geppetto), un modesto falegname che ovviamente non lo riconosce, così almeno potrà passare i suoi ultimi giorni con suo padre. August ne approfitta per chiedergli indirettamente scusa per la promessa infranta, ma Marco gli dice che suo padre dovrebbe sentirsi fortunato di avere un figlio come lui e al suo posto sarebbe contento di sapere che, sebbene con ritardo, è pentito per non aver mantenuto una promessa.
- Guest star: Tony Amendola (Marco/Geppetto), Keegan Connor Tracy (Madre Superiora/Fata Turchina), Lee Arenberg (Leroy/Brontolo), Anastasia Griffith (principessa Abigail/Kathryn Nolan),
- Ascolti USA: telespettatori 9 200 000 – share 18-49 anni 8%[41]
- Ascolti Italia: telespettatori 294 958[42]

## Una mela rosso sangue
- Titolo originale: An Apple Red as Blood
- Diretto da: Milan Cheylov
- Scritto da: Jane Espenson, David H. Goodman
- Antefatti riguardanti: Biancaneve e la Regina Cattiva

### Trama
Foresta Incantata, passato. James viene condannato alla ghigliottina da Re George per aver mandato a monte le nozze con Abigail, ma alla fine la vita del Principe viene barattata dalla Regina Cattiva con delle ricchezze. Lo scopo di Regina è farlo prigioniero e usarlo come esca con Biancaneve, infatti la strega ha in mente di eliminare la ragazza con una mela avvelenata. Nel frattempo, Biancaneve, ignara dello scambio, assalta il castello di Re George con i sette Nani, Cappuccetto Rosso, la Vedova Lucas e le Fate, ma arrivata nelle prigioni, trova soltanto uno specchio attraverso cui, dopo aver parlato con James, combina un incontro con Regina sul luogo dove tutto è iniziato: le scuderie della vecchia casa di Regina. Sulla collina, Biancaneve scopre che Daniel non era fuggito come detto da Regina, ma che è stato ucciso da Cora per causa sua. Regina consegna poi a Biancaneve la mela avvelenata, ricattandola di uccidere James se non la mangerà. La ragazza addenta così il frutto, e crolla al suolo addormentata. Finalmente, la rivincita della Regina Cattiva si è compiuta, e i Nani, Cappuccetto Rosso e la nonna piangono per il sacrificio di Biancaneve.
Storybrooke, presente. Henry convince Emma a non lasciare Storybrooke, e intanto, Regina, dopo un incubo in cui gli abitanti si vendicavano di lei per averli esiliati nel mondo reale, nota che il suo albero di mele sta morendo per colpa di Emma, e chiede l’aiuto di Gold per toglierla dalla circolazione. Gold, però, vuole che il Sortilegio Oscuro venga spezzato ed è in procinto di partire per una meta sconosciuta. Allora, Regina si rivolge a Jefferson, al quale promette di farlo vivere con Paige se lui le darà una mano a riprendersi qualcosa dal vecchio mondo con il suo cappello. Dalla cripta del padre, Regina usa diversi oggetti che ha portato con sé dalla Foresta Incantata per ridare magia al cappello, soltanto l’anello di Daniel, pregno del Vero Amore, è abbastanza potente per aprire una fessura, da cui Regina estrae la mela morsa da Biancaneve. Mentre Regina prepara un dolce con la mela avvelenata, Henry scopre la vera identità di August, che purtroppo non può far molto date le sue condizioni, che peggiorano di minuto in minuto. Emma comunica a Regina di voler ritornare a Boston per non creare altri problemi ad Henry, ma Regina è consapevole che Emma ormai è un pericolo, per cui, non potendo ucciderla, altrimenti la maledizione si romperà ugualmente, decide di farla cadere addormentata e le offre il dolce in segno di pace. Poco dopo, Henry va da Emma per salutarla prima che se ne vada, ma vede il dolce alle mele e capisce il tranello di Regina, pronto a tutto pur di far credere alla madre nell'esistenza del Sortilegio, dà un morso al dolce avvelenato e cade in un sonno profondo.
- Guest star: Tony Amendola (Marco/Geppetto), Keegan Connor Tracy (Madre Superiora/Fata Turchina), Lee Arenberg (Leroy/Brontolo), Meghan Ory (Ruby Lucas/Cappuccetto Rosso), Beverley Elliott (vedova "Granny" Lucas/Nonna), Sebastian Stan (Jefferson/il Cappellaio Matto), Emilie de Ravin (Belle), Alan Dale (Albert Spencer/Re George).
- Ascolti USA: telespettatori 8 950 000 – share 18-49 anni 8%[43]
- Ascolti Italia: telespettatori 258 760[44]

## Un mondo senza magia
- Titolo originale: A Land Without Magic
- Diretto da: Dean White
- Scritto da: Edward Kitsis e Adam Horowitz
- Antefatti riguardanti: il Principe Azzurro e Tremotino

### Trama
Foresta Incantata, passato. Mentre sta per essere trasportato per l’esecuzione, James riesce a scappare dal castello della Regina Cattiva grazie all’intervento del Cacciatore, ma viene spedito dalla donna nella Foresta Infinita. Qui, James incontra Tremotino, che dichiara che l’unica maniera per uscire dal bosco è affidarsi alla magia. Il Signore Oscuro incanta l’anello della madre di James così che gli possa indicare dov’è Biancaneve, ma in cambio chiede al Principe Azzurro di mettere al sicuro la pozione del Vero Amore nel ventre di una bestia che vive nel palazzo della strega Malefica. In realtà, è la stessa Malefica l’animale in questione, infatti ha il potere di trasformarsi in un drago sputafuoco. James riesce a scagliare l’uovo d’oro in cui è custodito il filtro nelle fauci del mostro, così Tremotino gli rende l’anello, con cui raggiunge la Biancaneve e la risveglia con il Bacio del Vero Amore. Finalmente insieme, James coglie il momento per chiedere a Biancaneve di sposarlo e lei accetta. Felici, i due decidono di riprendersi il regno finito nelle mani della Regina Cattiva e di Re George.
Storybrooke, presente. Henry viene portato d’urgenza all’ospedale, ma il dottor Whale non trova una spiegazione per l’accaduto e non capisce cosa abbia il ragazzino. Angosciata, Emma tocca il libro C’era una volta, e finalmente inizia a credere e capisce di essere la Salvatrice e di dover spezzare il maleficio. Emma si scontra con l’artefice di tutto, Regina, ma adesso la priorità assoluta è Henry, quindi, dopo aver salutato August, diventato completamente di legno, Emma si dirige con Regina da Gold, che rivela che il bambino è vittima dello stesso Incantesimo del Sonno di Biancaneve, pertanto, è necessario il potere del Vero Amore per salvarlo. Gold consegna ad Emma la spada del padre James, e la incarica di scendere nelle miniere di Storybrooke per sfidare Malefica, rinchiusa in forma di drago da 28 anni, e asportare dal suo stomaco l'uovo d'oro con la pozione. Regina fa calare Emma nelle miniere tramite il montacarichi dell’abbandonata biblioteca cittadina, e la Salvatrice, dopo aver trovato la bara di vetro che conteneva Biancaneve, si imbatte in Malefica. Emma uccide il drago e recupera l’uovo d'oro, ma Gold la manipola e si fa dare l’infuso, che vuole in realtà usare per altri scopi. In quel frangente, Emma e Regina corrono all’ospedale, dove Whale le informa che Henry non ce l’ha fatta. Avendo fallito, Emma, in lacrime, bacia Henry in fronte come addio, ma il gesto fa svegliare il piccolo e spezza il Sortilegio Oscuro, perché si tratta del Bacio del Vero Amore. Tutti gli abitanti di Storybrooke riacquistano dunque la memoria delle proprie vecchie identità, ma misteriosamente, non fanno ritorno nella Foresta Incantata. Intanto Regina si rifugia in casa, cosciente che, ora che tutti ricordano, la cercheranno per fare giustizia. Durante il trambusto all’ospedale, Jefferson, che vuole farla pagare a Regina per non aver rispettato i termini del loro accordo, libera Belle dalla sua cella e le dice di cercare il signor Gold per far sì che la protegga e di raccontargli cosa le ha fatto Regina. Gold rimane stupefatto alla vista di Belle, che credeva fosse morta, così la conduce presso il pozzo nel bosco, in cui fa cadere la pozione d’amore per far ritornare la magia in città. Il risultato è una nuvola di fumo viola che avvolge l’intera Storybrooke.
- Guest star: Sebastian Stan (Jefferson/Cappellaio Matto), Emilie de Ravin (Belle), Lee Arenberg (Leroy/Brontolo), Meghan Ory (Ruby Lucas/Cappuccetto Rosso), Beverley Elliott (vedova "Granny" Lucas/Nonna), David Anders (Dr. Whale), Kristin Bauer (Malefica), Keegan Connor Tracy (Madre Superiora/Fata Turchina)
- Ascolti USA: telespettatori 9 660 000 – share 18-49 anni 10%[45]
- Ascolti Italia: telespettatori 265 772[46]